# セルゲイ・ラフマニノフ
セルゲイ・ヴァシリエヴィチ・ラフマニノフ（露: Серге́й Васи́льевич Рахма́нинов, ロシア語: [sʲɪrˈɡʲej vɐˈsʲilʲjɪvʲɪt͡ɕ rɐxˈmanʲɪnəf]、ラテン文字転写例: Sergei Vasil'evich Rachmaninov、1873年4月1日（当時ロシアで用いられていたユリウス暦では3月20日） - 1943年3月28日）は、ロシア帝国出身の作曲家、ピアニスト、指揮者。

## 生涯

### 生い立ち

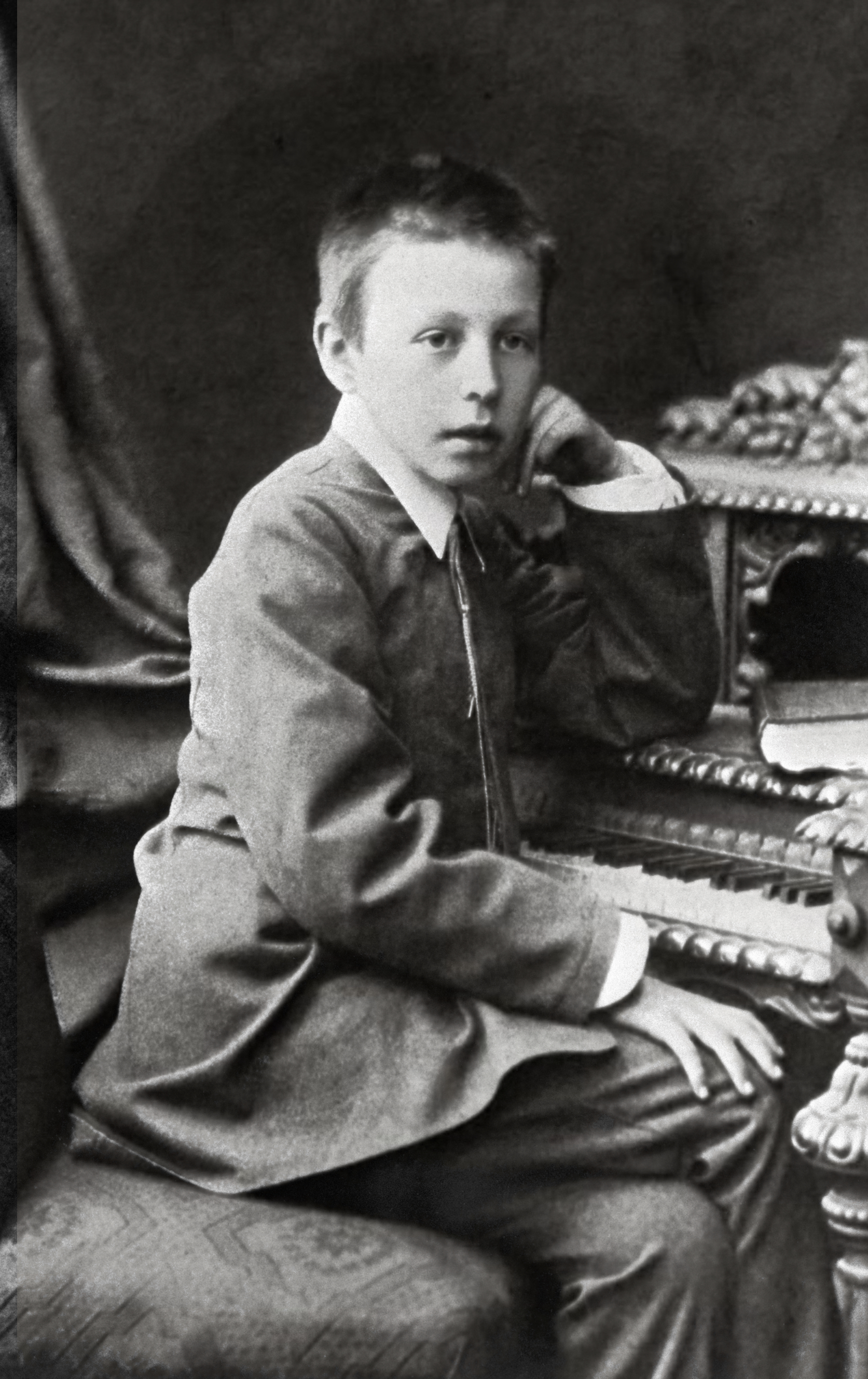
ラフマニノフ（1885年）

1873年4月1日（ユリウス暦では3月20日）、ロシア帝国のノヴゴロド県セミョノヴォで下級貴族の家に生まれた。家系はモルダヴィア公・シュテファン3世の孫で "Rachmanin" の愛称で呼ばれた "ヴァシーリー" の子孫という伝承を持つ。
ラフマニノフ家は音楽家の素養を持つ家系で、セルゲイの祖父アルカディ・アレクサンドロヴィチはジョン・フィールドに師事したこともあるアマチュアのピアニストだった。陸軍の将校だった父ヴァシーリイ・アルカジエヴィチもアマチュアのピアニストで、彼はピョートル・ブタコフ将軍の娘リュボーフィ・ペトローヴナと結婚し、その際に妻の持参した5つの地所を手に入れていた。夫妻は3男3女を儲け、セルゲイはその第3子であった。父親は音楽の素養のある人物だったが、受け継いだ領地を維持していくだけの経営の資質には欠けていたようで、セルゲイが生まれたころには一家はすでにかなり没落していたという。
1877年、セルゲイが4歳になった後、一家はセミョノヴォから180 km離れた豊かな自然に恵まれたオネグの地所に移り住み、セルゲイは9歳まで同地で過ごした。その後セミョノヴォの地所は1879年に売却された。
セルゲイは4歳のとき母からピアノのレッスンを受け始め、彼女が弾いたパサージュを1度聴いただけで完璧に再現する息子を見て、母が彼の音楽の才能に気づいたとされるが、姉たちの家庭教師をしていたドゥフェール夫人がセルゲイに宛てた1934年の手紙によると、彼女が歌唱する際に母の伴奏を聴いて暗譜したセルゲイが、後日ドゥフェール夫人の前で演奏を披露し、それを彼女が両親に報告した、とある。
この話を聞いた祖父アルカディに説得された父ヴァシーリィは息子のためペテルブルクからピアノ教師としてアンナ・オルナツカヤを招き、セルゲイはラフマニノフ家に住み込んだ彼女からレッスンを受けた。セルゲイ自身、「彼女が最初の音楽の先生だった」と語っており、歌曲『12のロマンス』（作品14）の第11曲「春の水」をオルナツカヤに捧げている。
父ヴァシーリィはセルゲイに軍人の道へ進んでもらいたかったが、その為の資金が捻出できず、逆に借金返済のために5つの地所を次々と売り払っている状況だった。1882年、ついに父は破産してオネグの地所も競売にかけられ、一家はペテルブルクに移住した。1883年、オルナツカヤの紹介で奨学金を得てセルゲイはペテルブルク音楽院の幼年クラスに入学することができた。その年の暮れ、妹ソフィアがジフテリアで亡くなり、まもなく両親は離婚し、父は家族をおいてモスクワに去った。この頃、セルゲイは宗教教育に熱心な母方の祖母ソフィア・アレクサンドロヴナ・ブタコワに連れられてよく教会に通っており、そこでロシア正教の奉神礼の聖歌や鐘の音に影響を受けた。
1885年、声楽の才能に恵まれ、チャイコフスキー作品を紹介するなどセルゲイに大きな影響を与えていた姉イェレナが悪性貧血により17歳で亡くなると大きな喪失感に襲われ、祖母の勧めでヴォルホフ川沿いのボリソヴァの地所で療養したが、音楽院の授業にも身が入らなくなって不登校となり、一般教養の試験で落第を繰り返すようになる。この時期、彼はモスクワ音楽院で行われたコンスタンチン大公ら著名人も臨席する演奏会で演奏の披露もしていたが、春季試験で落第したことでオルナツカヤは母に、セルゲイはこのままでは進級できないと警告していた。悩んだ母は、セルゲイにとって従兄にあたるピアニストのアレクサンドル・ジロティに相談し、彼の勧めでセルゲイはモスクワ音楽院に転入し、厳格な指導で知られるニコライ・ズヴェーレフの家に寄宿しながらピアノを学ぶことになった。

### 音楽家としての出発

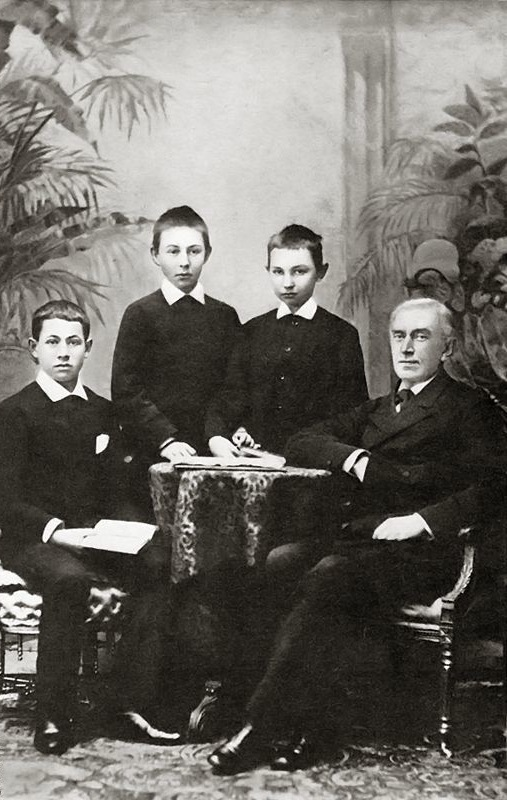
ズヴェーレフとその弟子たち

1885年秋、ラフマニノフはズヴェーレフ邸に移り、以降の約4年間をここで過ごし、その間に同級生のアレクサンドル・スクリャービンと親しくなった。ズヴェーレフは、ラフマニノフにピアノ演奏の基礎を叩き込んだ。ズヴェーレフ邸には多くの著名な音楽家が訪れ、特に彼はピョートル・チャイコフスキーに才能を認められ、目をかけられた。2年後、音楽院初等科を修了したラフマニノフは奨学金を得て高等科に進み、アントン・アレンスキーに和声を、セルゲイ・タネーエフに対位法を学び、のちにはジロティにもピアノを学んだ。またステパン・スモレンスキイの正教会聖歌についての講義も受け、後年の正教会聖歌作曲の素地を築いた。
ズヴェーレフは弟子たちにピアノ演奏以外のことに興味を持つことを禁じていたが、作曲への衝動を抑えきれなかったラフマニノフは1889年に作曲のための時間が欲しいこと、作曲のための部屋と専用のピアノを提供して欲しいとズヴェーレフに願い出て彼の不興を買った。ズヴェーレフ邸を出ることになったラフマニノフは父方の伯母ワルワラ・アルカジエヴナの嫁ぎ先にあたるサーチン家に身を寄せた。ここで姻戚のスカロン家の末娘ヴェラに初めて恋をするが、彼女の母親に交際を反対され、文通も禁止されたが、ヴェラの姉ナターリヤ宛の手紙にヴェラへの手紙を同封する形で文通を続けた。それらの手紙は現存しており、ラフマニノフの初期の作品について知るための貴重な資料となっている。
1890年からは夏にはタンボフ県イヴァノフカにあるサーチン家の別荘を訪れて快適な日々を過ごすのが恒例となり、ロシアを離れるまで毎年訪れていた。イヴァノフカの牧歌的な環境はラフマニノフの創作意欲を刺激し、1891年7月に完成させジロティに献呈した『ピアノ協奏曲第1番 嬰へ短調』（作品1）をはじめとする多くの作品が同地で生まれている。
1891年、ジロティが8月（学年度末）にモスクワ音楽院を離れることを知らされ、他の講師の教えを受けることに不安を覚えたラフマニノフは音楽院に卒業試験の1年繰上げ受験を希望した。その時点で試験までの準備期間が3週間しかないことなどからジロティも院長のワシーリー・サフォーノフも試験結果にはさして期待はしていなかったが、ラフマニノフは卒業生から試験の傾向を教えてもらうなどの対策を講じ、同年7月に優秀な成績で合格し、その3日後には音楽理論と作曲の学年試験にも合格した。しかし、休暇を過ごしていたイヴァノフカでマラリアに罹患し、年の後半を療養に費やした。
1892年1月、ラフマニノフは初の単独演奏会で『悲しみの三重奏曲第1番 ト短調』を初演し、3月17日には『ピアノ協奏曲第1番』（第1楽章のみ）を初演した。作曲科卒業試験の繰上げ受験の希望も認められ、卒業制作としてアレクサンドル・プーシキンの叙事詩『ジプシー』に着想を得たオペラ『アレコ』を17日間で書き上げた。『アレコ』は5月にボリショイ劇場で初演され、チャイコフスキーから絶賛された。ラフマニノフ自身は、この初演は「間違いなく失敗する」と思っていたが公演は大成功をおさめ、劇場側は後に彼の終生の友となるフョードル・シャリアピン主演での公演継続を決定した。『アレコ』でラフマニノフは史上最高の成績をおさめ、それまでタネーエフとアルセニー・コレシェンコにしか与えられていない大金メダルを授けられてモスクワ音楽院を卒業した。卒業試験の委員を務めていたズヴェーレフからは金時計を贈られ、和解を果たしている。5月29日、音楽院から卒業証書が発行され、正式に「自由芸術家」（プロの音楽家）として活動する資格を得た。
卒業後、ピアノ教師として月15ルーブルの収入を得ながら作曲を続けていたラフマニノフは、グートハイル社と500ルーブルの出版契約を結び、『アレコ』『チェロとピアノのための2つの小品』（作品2）『6つのロマンス』（作品4）が同社から初版された。しかしグートハイルからの入金が遅れがちなため新たな収入を求めて1992年10月8日（ユリウス暦では9月26日）、モスクワ電気博覧会にピアニストとして出演し、『幻想的小品集』（作品3）から「前奏曲 嬰ハ短調《鐘》」（作品3-2）を初演し、50ルーブルの出演料を得た。この曲は熱狂的な人気を獲得し、ラフマニノフの代名詞的な存在になった。
1893年、『交響的幻想曲《岩》』（作品7）を完成させ、ニコライ・リムスキー＝コルサコフに献呈した。その年の夏はハリコフ県レベディンの別荘で友人たちと充実した時間を過ごし、『組曲第1番《幻想的絵画》』（作品5）『サロン的小品集』（作品10）を作曲した。9月にはアレクセイ・プレシェエフがロシア語訳したウクライナとドイツの詩に曲をつけた歌曲集『6つのロマンス』（作品8）を出版した。交響詩『岩』を聴いたチャイコフスキーはラフマニノフに、この曲を来年のヨーロッパ公演ツアーで自らの指揮で演奏したいと述べた。しかし、その年の秋にキエフで行われた『アレコ』公演からモスクワに戻ったラフマニノフは、チャイコフスキーが11月6日にコレラで死去したとの報を受ける。ラフマニノフはその日の内に追悼曲『悲しみの三重奏曲第2番 ニ短調』（作品9）の作曲にとりかかり、約1ヶ月半で完成させた。

### 挫折～指揮者デビュー
チャイコフスキーの死以降、ラフマニノフは低迷期に入った。彼は創作意欲を失い、客足が落ちてきた『アレコ』はボリショイ劇場の演目リストから外されてしまった。彼は収入を得るため、ピアノ教師の仕事を再開した。1895年後半にはイタリアのバイオリニスト、テレジーナ・トゥアとのロシア～東欧横断ツアーを行ったが、トゥアの演奏への不満や性格に我慢できなくなったラフマニノフは出演料の未払いを理由にして、ツアーを途中で打ち切った。懐に窮したラフマニノフは、音楽院卒業の際にズヴェーレフから贈られた金時計を一時質入れしている。
この年の1月、ラフマニノフは教会の礼拝で耳にした聖歌に刺激を受けて『交響曲第1番 ニ短調』（作品13）を構想し、先述のツアー出発前の9月に完成させた。ラフマニノフは『交響曲第1番』に全身全霊で取り組み、曲の完成後は「初演を聴くまでは他の曲は書けない」というほどの虚脱状態となったが、1896年10月に預かっていた大金を列車の中で盗まれてしまい、その弁済資金を捻出するため仕方なく作曲活動を再開し、数ヶ月をかけて『6つの合唱曲』（作品15）『楽興の時』（作曲16）などを完成させた。

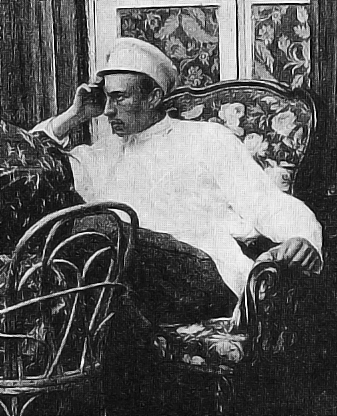
ラフマニノフ（1897年）

1897年3月28日、ペテルブルクで行われたロシア交響楽演奏会において『交響曲第1番』が初演されたが、記録的な大失敗に終わった。ツェーザリ・キュイは、この曲を「地獄の音楽院で『エジプトの七つの災い』を主題にした曲を作る課題を出された生徒が、今回のラフマニノフ氏の作品に似た曲を作れば、彼は称賛されるだろう」と酷評している。ラフマニノフ自身は失敗の原因はアレクサンドル・グラズノフの指揮にあると思っていた。指揮について言及した同時代の批評は少ないが、ラフマニノフと親しかった批評家アレクサンドル・オッソフスキーは回想録の中で、グラズノフが碌なリハーサルもせずオーケストラをまとめ切れていなかった可能性と、他に2曲の初演が含まれていた当日のプログラム構成の問題点を指摘しており、またサーチン家の人々はアルコール依存症のグラズノフが当日も酒に酔っていたと証言している。他に、ペテルブルクがラフマニノフの属したモスクワ楽派とは対立関係にあった国民楽派の拠点だったことの影響などが指摘されている。ラフマニノフは同年5月の手紙で『交響曲第1番』について、初演の失敗や酷評については「気にしていない」としながらも、「（曲自体に）私自身が満足できなかったことに、深く傷つき、落ち込んでいる」と書いている。この曲はラフマニノフの存命中は二度と演奏されることはなかった。
この失敗によりラフマニノフは神経衰弱ならびに完全な自信喪失となり、3年間ほとんど作曲ができない状態に陥った。後に彼は当時を振り返って「脳卒中患者のように長い間、手と頭が不自由になっていた」と表現している。再びピアノ教師として生計を立てていたが、幸運にも実業家サーヴァ・マモントフが主宰するモスクワ私設オペラの第2指揮者に就任できたため、以降は演奏活動に勤しんだ。指揮者デビューは1897年10月12日の公演で、演目はサン＝サーンス作『サムソンとデリラ』だった。この歌劇団でシャリアピンと知り合い、生涯の友情を結んだ。彼の結婚式にも介添人の1人として立ち会っている。
久々に作曲も試み、1899年の2月末までに2つの短いピアノ曲（『幻想的小品集』『フゲッタ』）を完成させている。その2か月後には初めてロンドンを訪れて指揮と演奏を披露し、好評を博した。しかし同年夏以降、再び鬱状態となり、歌曲『運命』（作品21-1）を完成させて以降は作曲から離れ、ロンドン再訪もとりやめた。
同年、彼の落胆を心配した知人の仲介により、レフ・トルストイと会見する機会にも恵まれた。2度目の面会の際、ラフマニノフはシャリアピンを伴ってトルストイ宅を訪ね、『運命』を披露した。しかし、このベートーヴェンの『交響曲第5番』に基づく作品は老作家の不興を買い、ラフマニノフはさらに深く傷つくことになった。

### 回復～復活、作曲家としての成功

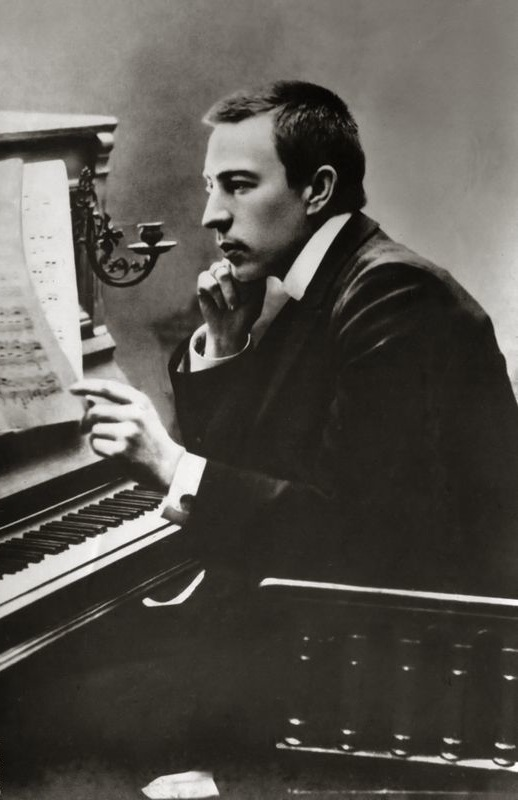
ラフマニノフ（1900年初め）

1900年、作曲を試みては放棄を繰り返し、自暴自棄に陥っていたラフマニノフは、伯母の勧めで、サーチン家の知人の精神科医ニコライ・ダーリの治療を受けることになった。ラフマニノフは1月～4月にかけて、1日おきにダーリから睡眠・気分・食欲を改善して作曲意欲を向上させるよう構成された催眠療法と支持療法による治療を受けた。
一連の治療を受けたラフマニノフはシャリアピンと連れ立っての演奏旅行で訪れたヤルタでアントン・チェーホフと出会って親交を結び、チェーホフはラフマニノフの人柄と才能を称賛し、大きな励ましを与えた。7月、ミラノのスカラ座に招かれたシャリアピンに乞われて共にイタリアを訪れた。この頃には「新しいアイデアが湧き始め」て、作曲を再開した。
1901年4月に完成した『ピアノ協奏曲第2番 ハ短調』（作品18）はダーリに献呈された。『ピアノ協奏曲第2番』は1900年12月22日にラフマニノフ自身の演奏とジロティの指揮で第2・第3楽章が披露された後、1901年11月9日に全曲が初演され、大成功を収めた。この作品でラフマニノフは初めてグリンカ賞を受賞（以降、計4回受賞）し、1904年には500ルーブルの賞金を授与された。
作曲家として成功したラフマニノフは1902年、従妹のナターリヤ・サーチナと結婚した。4月に作曲を始めた『12の歌曲集』（作品21）には妻に捧げた「ここは素晴らしい」(21-7) や、後に自身でピアノ独奏曲にも編曲した「ライラック」(21-5) といった作品が含まれている。当時いとこ同士の結婚はロシア正教会の教会法で禁止されていたため皇帝の許可証が必要であり、または普段から教会に通っていないラフマニノフは式の前に告解を受ける必要があった。伯母の奔走により許可証の交付と告解を受けたラフマニノフは5月12日、モスクワ郊外の第六ターヴリチェスキー連隊兵営の礼拝堂で、ジロティとチェリストのアナトーリー・ブランドゥコーフを立会人に、ささやかな結婚式を挙げた。夫婦にはイヴァノフカの2軒の別荘のうち小さい方が贈られ、新婚旅行は3カ月をかけてヨーロッパを横断した。この旅行中に観劇したリヒャルト・ワーグナーの『ニーベルングの指環』に触発され、カンタータ『春』（作品20）を作曲している。帰国後、夫婦はモスクワに住み、ラフマニノフは聖エカチェリーナ女子大学とエリザヴェーティンスキー学院での音楽教師の仕事を再開した。
1903年2月、『ショパンの主題による変奏曲』（作品22）を完成させた。5月14日、長女イリーナが誕生。

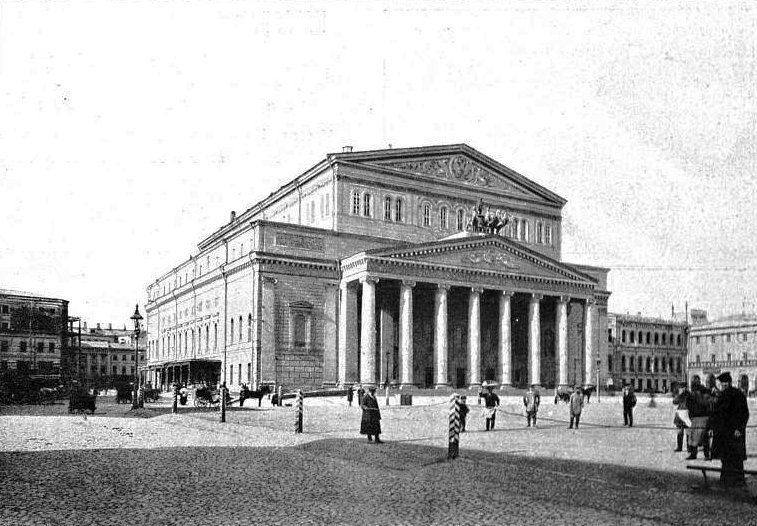
ボリショイ劇場（1905年）

1904年、ラフマニノフは2年契約でボリショイ劇場の指揮者に就任した。初仕事は9月16日で、演目はダルゴムイシスキーの『ルサルカ』だった。ラフマニノフは楽団員に厳しい規律を課し、常に高いパフォーマンスを要求し、神経を集中して指揮に取り組んでいたため、楽団員には気難しくやかましい指揮者と恐れ嫌われたが、その演奏は批評家たちからは好評を得た。指揮者だけでなくソリストとしても舞台に立ち演奏を披露した。1906年1月には自作のオペラ『吝嗇の騎士』と『フランチェスカ・ダ・リミニ』をボリショイ劇場で初演した。
1905年に入るとロシア第一革命に影響された楽団員による賃金と待遇の改善を求める抗議が頻発するようになり、もともと政治に興味のないラフマニノフは指揮者の仕事への情熱を急速に失っていった。1906年2月、アメリカ公演を口実にしてラフマニノフはボリショイ劇場を退職した。その後、家族を連れてイタリアへの長期旅行に出かけたが、妻と娘が病気に罹ったため、8月にはイヴァノフカへ戻った。音楽教師の職も辞めていたため、間もなく金銭的な問題に直面した。

### ドレスデン滞在、最初のアメリカ公演
1906年11月、作曲に適した静かな環境を求めて、政治的に混乱するロシアを離れ、家族とともにドイツのドレスデンに移った。ラフマニノフ夫妻はこの町を気に入り、夏休みをイヴァノフカで過ごす以外はロシアに帰国せず、1909年まで滞在した。時折起こる憂鬱や無気力・無関心に悩まされながらも、ラフマニノフはこの地で『ピアノソナタ第1番 ニ短調』（作品28）と12年ぶりとなる交響曲の作曲に着手する。
1907年、ラフマニノフは家族とロシアに一時帰国するが、5月にはセルゲイ・ディアギレフが企画したロシア音楽の演奏会に参加するため単身パリを訪れ、演奏会では『ピアノ協奏曲第2番』と前奏曲『鐘』を演奏し大喝采を浴びた。また同地で見たスイスの画家アルノルト・ベックリンの同名絵画の複製画に着想を得て交響詩『死の島』（作品29）の作曲を始める（1909年完成）。同年には次女タチアナが生まれている。
1907年に完成させた『交響曲第2番 ホ短調』（作品27）は翌1908年の1月にペテルブルクで、2月にモスクワで作曲者自身の指揮により初演され、熱狂的な称賛をもって迎えられ、この作品によりラフマニノフは2度目のグリンカ賞を受賞し、賞金1,000ルーブルを得た。

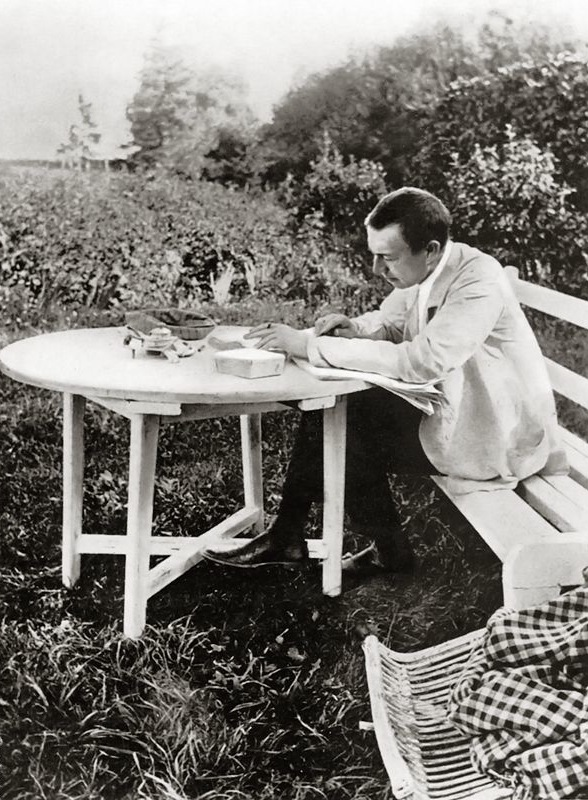
『ピアノ協奏曲第3番』を校正するラフマニノフ（1910年、イヴァノフカ）

1909年、ドレスデン滞在中のラフマニノフは、アメリカでマックス・フィードラーのボストン交響楽団の1909 - 1910年シーズンの公演に指揮者・ピアニストとして客演することになった。同年夏にはイヴァノフカで、アメリカ公演のために『ピアノ協奏曲第3番 ニ短調』（作品30）を作曲し、ヨゼフ・ホフマンに献呈した。
1909年11月4日、マサチューセッツ州ノーサンプトンのスミス大学で初のアメリカ公演を行い、11月28日にはニューヨークで自らソリストを務めウォルター・ダムロッシュ指揮するニューヨーク交響楽団との共演で『ピアノ協奏曲第3番』を初演し、翌年1月にはグスタフ・マーラーとの共演で同曲を演奏した。アメリカ公演ではピアニストとして19回、指揮者として7回舞台に立った。公演は大成功をおさめアメリカでの人気も高まったが、ロシアや家族から長い時間離れて過ごしたため、新たな長期ツアーの依頼は断っている。
1910年2月に帰国すると、ロシア音楽協会の会長代理に就任した。同年後半、『聖金口イオアン聖体礼儀』（作品31）を作曲するが、教会からは伝統的な奉神礼音楽の形式に則っていない、として演奏を拒否された。
1911年～1913年にかけてモスクワ・フィルハーモニー楽団の常任指揮者を務め、楽団の知名度を高め、観客と収入の増加に貢献した。1912年12月、ある音楽家がユダヤ人という理由でロシア音楽協会の要職から外されたと聞き、抗議のため会長代理を辞任した。

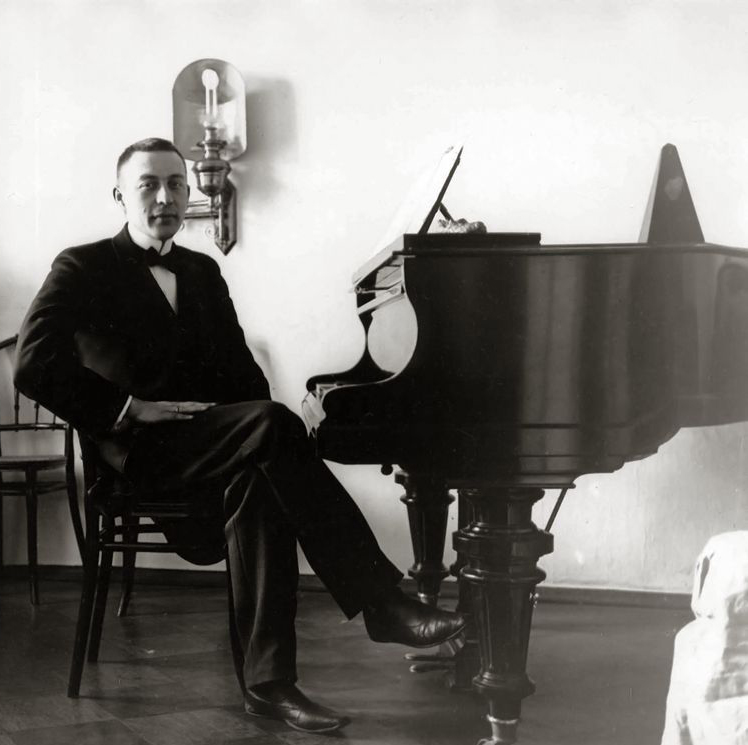
ラフマニノフ（1910年代）

このころ、ラフマニノフは女流文学者のマリエッタ・シャギニャンと文通で意見を交わすようになり、1912年には彼女の選んだ詩による歌曲集『14のロマンス』（作品34）の作曲を始めた。この歌曲集には終曲としてソプラノ歌手のアントニーナ・ネジダーノヴァのために作曲された『ヴォカリーズ』（作品34-14）が収められている。
音楽協会を辞め、心身ともに疲弊していたラフマニノフは、作曲の時間づくりと休暇を兼ねて家族とともにスイスを訪れ、1913年の1月から4月にかけてはローマに滞在した。ラフマニノフは家族の住む家とは別にスペイン広場の近く、かつてチャイコフスキーが滞在し創作に励んだのと同じ家を借りて住んだ。そこに届いた匿名の手紙に書かれていたコンスタンチン・バリモントが翻訳したエドガー・アラン・ポーの詩に触発され、その詩に基づく合唱交響曲『鐘』（作品35）を作曲した。この休暇は腸チフスに感染した娘たちを診せるため、ラフマニノフ一家が信頼するドイツ人医師のいるベルリンへ移ったことで終わり、その6週間後に一家はモスクワに戻った。その年の暮れ、合唱交響曲『鐘』はサンクトペテルブルグでラフマニノフ自身の指揮で初演された
1914年1月、ラフマニノフはイギリスへ演奏旅行に出かけ、熱烈な歓迎を受けた。しかし出発直前にラウール・プーニョがモスクワで心筋梗塞の発作により客死したため、以後のラフマニノフは一人旅を恐れるようになった。7月28日に勃発した第一次世界大戦では、貴族高等女学校の音楽教官という公職についていたため軍隊に招集はされなかったが、戦争を支援するための慈善演奏会を定期的に行っていた。
1915年1月には奉神礼音楽の大作『徹夜禱』（作品37）を作曲した。戦争支援義捐金を募る演奏会を兼ねたモスクワでの初演は好評で、すぐに4回の公演予定が組まれた。
1915年4月、スクリャービンの訃報が届くと、スクリャービン作品だけを演奏する追悼演奏会を開き、初めて聴衆の前で自作品以外の曲を演奏した。同年の夏、フィンランドでの休暇中に師タネーエフの死を知り、大きな喪失感を味わった。同年暮れには『14のロマンス』が完成し、終曲の「ヴォカリーズ」は彼の代表作のひとつとなった。

### 母国を離れて
ペテルブルクで2月革命が始まった1917年2月8日（グレゴリオ暦3月8日）、ラフマニノフはモスクワで傷病兵支援のためのピアノ演奏会を開いていた。2か月後に彼がイヴァノフカに戻ると、町は混乱の中にあり、屋敷も社会革命党によって押収されていた。2週間後、ラフマニノフはイヴァノフカを去り、二度と訪れることはなかった。間もなく屋敷は共産党に接収され、廃墟と化した。6月、ラフマニノフはジロティにロシアを出国するビザの手配を頼んだが、上手くいかなかった。ラフマニノフは家族と比較的平穏なクリミアに移り、9月5日にヤルタで行った演奏会がロシアでの最後のステージとなった。十月革命の進行するモスクワに戻ると、家族を守るため自警団の活動に参加しながら、『ピアノ協奏曲第1番』の大がかりな改訂作業を行った。
混乱の中、ラフマニノフにスウェーデンのストックホルムでのピアノ演奏会開催の依頼があり、ロシアを離れる口実を探していた彼はこれを快諾した。1918年1月5日、家族とともに列車でペテルブルクを発ってフィンランド国境へ向かい、フィンランド～スウェーデンまではそりと列車を乗り継いでストックホルムへ向かった。ラフマニノフは小さなスーツケースに詰め込めるだけの荷物を入れていたが、その中には未完となったオペラ『モナ・ヴァンナ』第1幕の草稿と資料、リムスキー＝コルサコフのオペラ『金鶏』の楽譜があった。そのまま彼は二度とロシアの地を踏むことはなかった。1月6日午後、一家はストックホルムへ到着した。

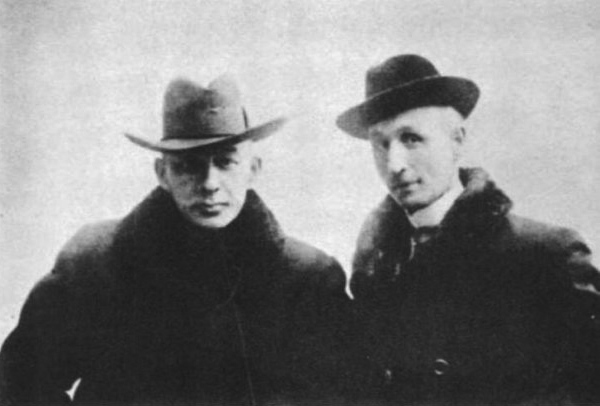
ラフマニノフとシュトルーヴェ（1918年）

1918年1月、ラフマニノフは家族とデンマークのコペンハーゲンに移り住み、友人の作曲家ニコライ・シュトルーヴェに紹介された家に居を構えた。借金を抱えていたラフマニノフは、作曲の仕事だけでは収入が不安定なため、演奏活動で生計を立てることにした。しかし演奏活動をメインに据えるには彼のピアノ演奏のレパートリーは自作が殆どだったため、主に外国の作品を中心に多彩なレパートリーの習得から始めた。同年2月～10月にかけてスカンディナヴィア各地で演奏を披露した。
この演奏旅行中、ラフマニノフの許にアメリカからシンシナティ交響楽団の指揮者就任など3件の依頼が入った。1909年のアメリカ公演ではあまりいい思い出がなく、慣れない国での活動に不安を感じたラフマニノフは依頼をすべて断ったが、間もなく戦場から遠く経済的に繁栄するアメリカで活動した方が収入が増えるのではないかと考えるようになった。アメリカまでの旅費は映画製作者のアレクサンドル・カメンカから借りて工面したほか、ピアニストのイグナーツ・フリードマンから2,000ドルを支援されるなど友人やファンからの金銭的支援も受けた。1918年11月1日、ラフマニノフ夫妻は客船「ベルゲンスフィヨルド」でノルウェーのクリスチャニアを発ち、9日後にニューヨークに到着した。ラフマニノフ到着のニュースが広まると、彼が滞在するシェリー・ネザーランド・ホテルの外には多くの音楽家、芸術家、ファンが集まった。
アメリカに到着したラフマニノフは女性ピアニストのダグマル・リブナーを秘書兼通訳として雇った。ヨゼフ・ホフマンから紹介された数人の代理人の中から、ラフマニノフはチャールズ・エリスと契約し、エリスは早速1918 -1919年シーズンの36件の公演契約をまとめた。渡米直後から、多くの楽器メーカーからピアノと礼金の提供依頼が来たが、彼は唯一金銭の話をしなかったスタインウェイ社と契約し、その後も生涯にわたり緊密な関係を続けた。渡米後初の演奏会は1918年12月8日、ロードアイランド州プロビデンスで開かれ、この時のラフマニノフはスペインかぜからの回復途上にあったが、アメリカ国歌『星条旗』のピアノ編曲版などを披露した。また演奏活動と並行してフリッツ・クライスラーに勧められて、アンピコ社の自動演奏ピアノやエジソン社の蓄音機向けに自身の演奏を録音している。

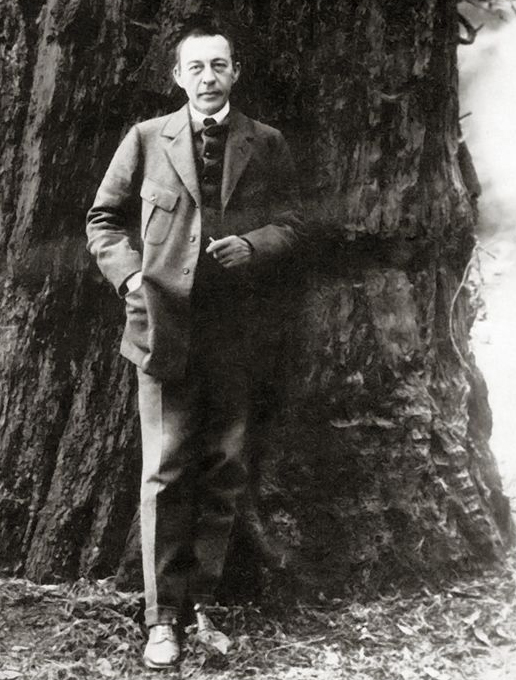
レッドウッドの巨木の前に立つラフマニノフ（1919年、カリフォルニア）

1919年4月に一連の公演が終了すると、ラフマニノフは家族とともにサンフランシスコで休暇を過ごした。演奏活動で安定した収入を得たラフマニノフは、すぐに上流中産階級の暮らしを手に入れることができ、使用人付きの邸宅に住み、高級スーツをあつらえ、最新モデルのスポーツカーを乗り回す贅沢を楽しんだ。
1920年4月、ビクタートーキングマシン（現在のRACレコード）と録音契約を結ぶ。現在も残る録音記録によると、ラフマニノフは自身が満足する演奏が出来るまで何度も同じ曲を演奏し、録音が気に入らなければ発売許可を出さなかった。その年の夏、休暇を過ごしていたニューヨーク州ゴーシェンでシュトルーヴェがパリで事故死したことを知らされると、ロシアに残る人々を支援するための口座を開設し、家族や友人、学生や困窮する人々に定期的に金銭や食料を送るように手配した。
1921年初頭、ラフマニノフはロシアへの一時帰国を申請した。渡米後の彼が帰国を望んだのはこの一度だけであるが、彼が右こめかみを痛めて手術を受けたため、帰国は実現しなかった。退院後、ハドソン川を見下ろすマンハッタンのアッパー・ウェスト・サイド、リバーサイド・ドライブ33番地にアパートメントを購入した。ここではロシアからの客人を迎え、ロシア人の使用人を雇い、ロシアの生活習慣を続けることでイヴァノフカの雰囲気を再現するようつとめた。英語もある程度話すことはできたが、手紙は常にロシア語で書いていた。
1922年5月、ラフマニノフはロンドンでの演奏会のため渡米後初めてヨーロッパを訪れた。公演後、ドレスデンまで足を延ばしてサーチン家の人々と再会し、アメリカに戻ると5か月間で71公演をこなすことになる1922 - 1923年シーズンのツアーの準備に入った。このツアーではスーツケースを持ち歩くのが面倒になり、貨車1両を借り切ってピアノと衣装や生活用品一式を運んだ。シーズン終了後は疲労困憊となり、以降のシーズンでは公演回数を減らしている
1924年、ボストン交響楽団の指揮者就任を依頼されるが、断っている。同年3月10日にはホワイトハウスに招かれ、大統領カルビン・クーリッジの前で演奏を披露した。
その翌年、身重の長女イリーナの夫ピョートル・ヴォルコンスキーが急死すると、ラフマニノフは娘たちの名を冠した自分とロシアの作曲家の作品を専門に扱う出版社タイール (TAIR, Tatiana and Irina) をパリに設立した。

### セナール荘での時間、最後の作曲
ロシア出国後は作曲活動はきわめて低調になった。渡米から亡くなるまでの24年間でラフマニノフが完成させたのは僅か6曲だけで、他は過去作品の改訂や演奏会向けにピアノ曲へ編曲があるだけである。これは多忙な演奏活動のために作曲にかける時間を確保できなかったのみならず、故郷を喪失したことにより作曲への意欲自体が衰えてしまったためでもあった。1923年、親友の音楽家ニキータ・モロゾフへの手紙に「もう5年も作曲をしていない。（中略）自分が "目覚める" か "生まれ変わる" まで新しいことは出来そうにない」と綴っている。旧知の仲であるニコライ・メトネルになぜ作曲をしないのかと尋ねられると、「もう何年もライ麦のささやきも白樺のざわめきも聞いていない」ことを理由に挙げ、「メロディーがないのにどうやって作曲するんだ?」と答えたという。それでも1926年には演奏活動を1年間休んで、1917年から始めていたロシア出国後初の作品となる『ピアノ協奏曲第4番 ト短調』（作品40）とレオポルド・ストコフスキーに献呈した『3つのロシアの歌』（作品41）を完成させた。
同郷の音楽家たちとの交流を好んだラフマニノフは、1928年にピアニストのウラディミール・ホロヴィッツと知り合った。彼らは互いの演奏会で客演するなど親交を深め、ホロヴィッツはラフマニノフ作品の最大の支持者となり、特に『ピアノ協奏曲第3番』を最も気に入っていた。
1929年の初夏、フランスのランブイエ近郊クレールフォンテーヌ＝アン＝イヴリーヌに別荘を借り、以降1931年まで夏になると訪れ、日曜日には芸術家仲間やパリに住むロシア人の若者たちを招いてロシア風の田舎暮らしを楽しんでいた。この別荘では『コレルリの主題による変奏曲』（作品42）の作曲や『ピアノ・ソナタ第2番』（作品36）の改訂が行われた。
同年12月、ボストン交響楽団の指揮者となっていたセルゲイ・クーセヴィツキーから「練習曲集『音の絵』（作品33, 39）をオットリーノ・レスピーギに管弦楽化してもらうために曲を選んでほしい」と依頼が入った。ラフマニノフは5曲を選び、翌年1月にはレスピーギに手紙で曲のイメージや背景を解説している。しかし完成した曲の校正刷を見たラフマニノフはその内容に幻滅し、リハーサルや初演も欠席し、曲の論評についても沈黙を通した。
1930年、クレールフォンテーヌで休暇を過ごしていたラフマニノフにドイツの音楽学者リーゼマンが伝記の執筆を申し出てきた。ラフマニノフは義妹ソフィア・サーチナが内容を検証することを条件に執筆を認めた。この伝記は1934年に出版されたが、内容には執筆者による事実誤認や誇張・創作が多く、さらにロシア語の原稿を英訳する際の誤訳も多く、ラフマニノフ本人も「真実ではないことが多数ある」と不満を述べている。
1931年1月15日の『ニューヨーク・タイムズ』紙に掲載されたソビエト連邦政府の文化政策を批判する記事の署名者に名を連ねたことでソ連側から激しい反発を受け、以後1933年までラフマニノフ作品はソ連国内で演奏禁止とされた。1931 - 1932シーズンは世界恐慌による不況の影響で欧州とアメリカで計29回の公演しか行われず、公演も小規模なものが多かった。

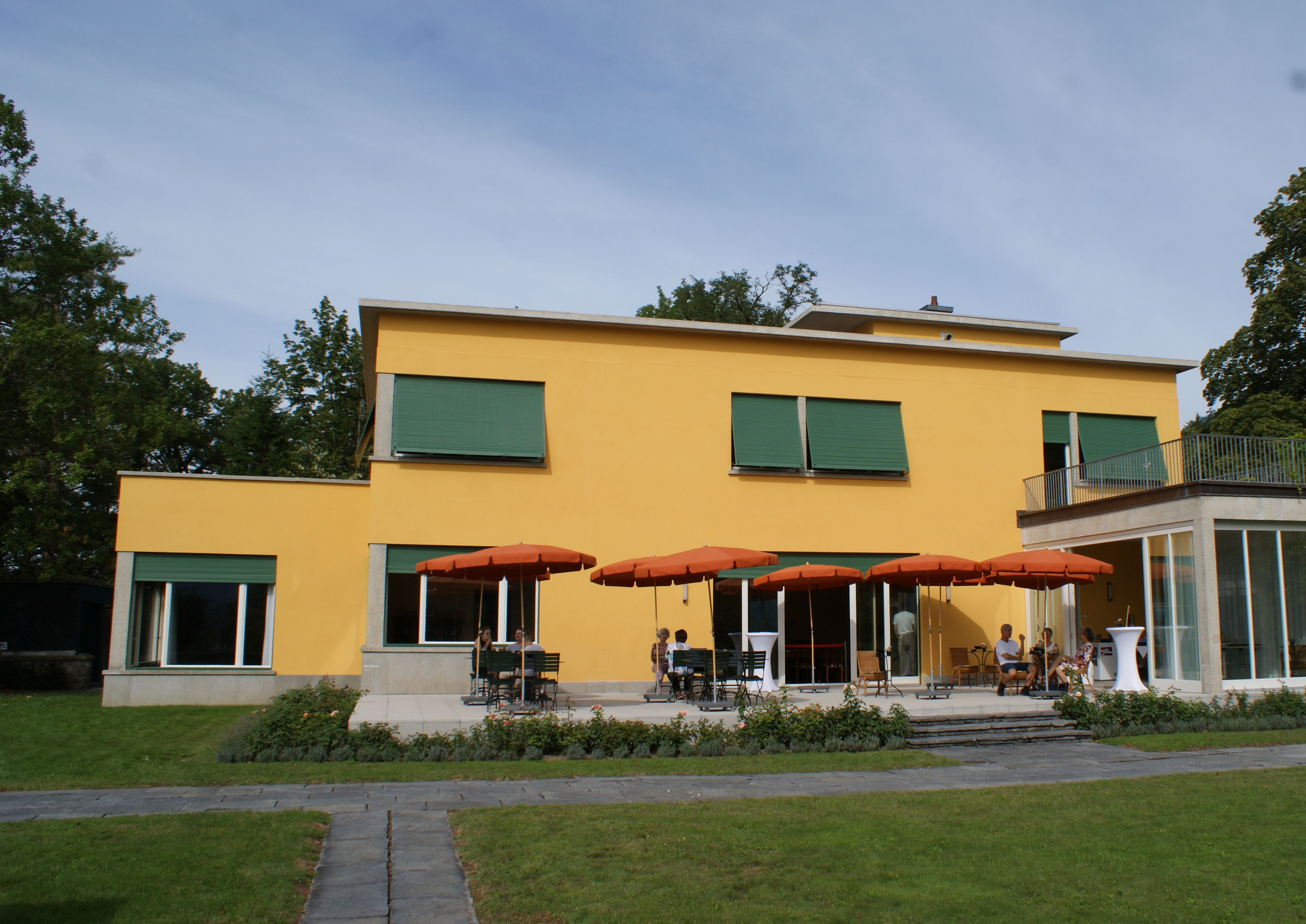
セナール荘（2023年撮影）

1932年、前年に購入したスイスのルツェルン湖畔ヘルテンシュタインの土地にセルゲイ (Sergei) 、ナターリヤ (Natalia) 、ラフマニノフ (Rachmaninov) の頭文字を取ったセナール荘(Villa Senar) 呼ばれる別荘を建て、ヨーロッパでの生活の拠点とした。ラフマニノフは1939年までここで夏を過ごし、娘や孫たちとルツェルン湖でのボート遊びを楽しんだ。『パガニーニの主題による狂詩曲』（作品43）と『交響曲第3番 イ短調』（作品44）は1934年と1936年にここで作曲された。
同年10月から始まったシーズンでは不況による収入見通しへの不安とセナール荘の建築費が当初の見込みを超えてしまったことから前シーズンを遥かに上回る、計54回の公演を行った。12月12日のニューヨーク公演の会場にはピアニストデビュー40周年を祝うアメリカ在住のロシアの友人たちから祝福の手紙や花が届けられた。1933年のヨーロッパ公演では60歳の誕生日を友人たちや音楽仲間と祝い、その夏はセナール荘に引きこもった。
1936年には関節炎の療養のためフランスのエクス＝レ＝バンを訪れた。1837年、セナール荘で振付家ミハイル・フォーキンと『パガニーニの主題による狂詩曲』を題材としたバレエの構想を語り合った。1938年、ロンドンのロイヤル・アルバート・ホールで開催された慈善演奏会で、BBCプロムスの創始者でラフマニノフの崇拝者であったヘンリー・ウッドの求めに応じ、『ピアノ協奏曲第2番』のソリストを務めたが、ラジオというメディアを嫌っていた（後述）ラフマニノフは、演奏がラジオ放送されないことを条件に出演を引き受けた
1938 - 1939年シーズンのツアーは公演数も43回と少なく、その殆どがアメリカ国内で開催された。続けて行われたイングランドでのツアーが終わると、ラフマニノフはパリに住む次女タチアナの許を訪れ、そのままセナール荘で休暇に入ったが、床で滑って大けがを負い、暫く演奏が出来なくなった。負傷の癒えたラフマニノフは、1939年8月にはルツェルン音楽祭に出演し、エルネスト・アンセルメとの共演でベートーヴェンの『ピアノ協奏曲第1番』と自作の狂詩曲を演奏した。これが彼がヨーロッパで披露した最後の演奏となった。2日後に第二次世界大戦が迫るパリに戻り、8月23日にヨーロッパを離れるまで家族水入らずの時間を過ごした。
アメリカに戻ると、自身の全米デビュー30周年を記念した演奏会の一つとして、1939年11月26日と12月3日にニューヨークで開かれた演奏会でユージン・オーマンディ指揮するフィラデルフィア管弦楽団と共演した。12月10日に行われた最終公演では、1917年以来となるラフマニノフ自身の指揮と演奏で『交響曲第3番』と前奏曲『鐘』が披露された。同じ時期にフィラデルフィアのアカデミー・オブ・ミュージックにおいて『ピアノ協奏曲第1番』『ピアノ協奏曲第3番』『交響曲第3番』を含む大規模なレコーディングを開始した。
ラフマニノフは、1940年の夏をニューヨーク州ロングアイランドにあるハンティントンの地所で静養して過ごした。この間に彼が完成させ、最後の作品となった『交響的舞曲』（作品45）は1941年1月に彼の見守る前でフィラデルフィア管弦楽団により初演された。独ソ戦が始まるとナチス・ドイツと戦う祖国を支援するため、演奏会の収益をソ連へ寄付することを表明し、寄付金をニューヨーク駐在ソ連領事へ直接手渡している。

### 最後の日々

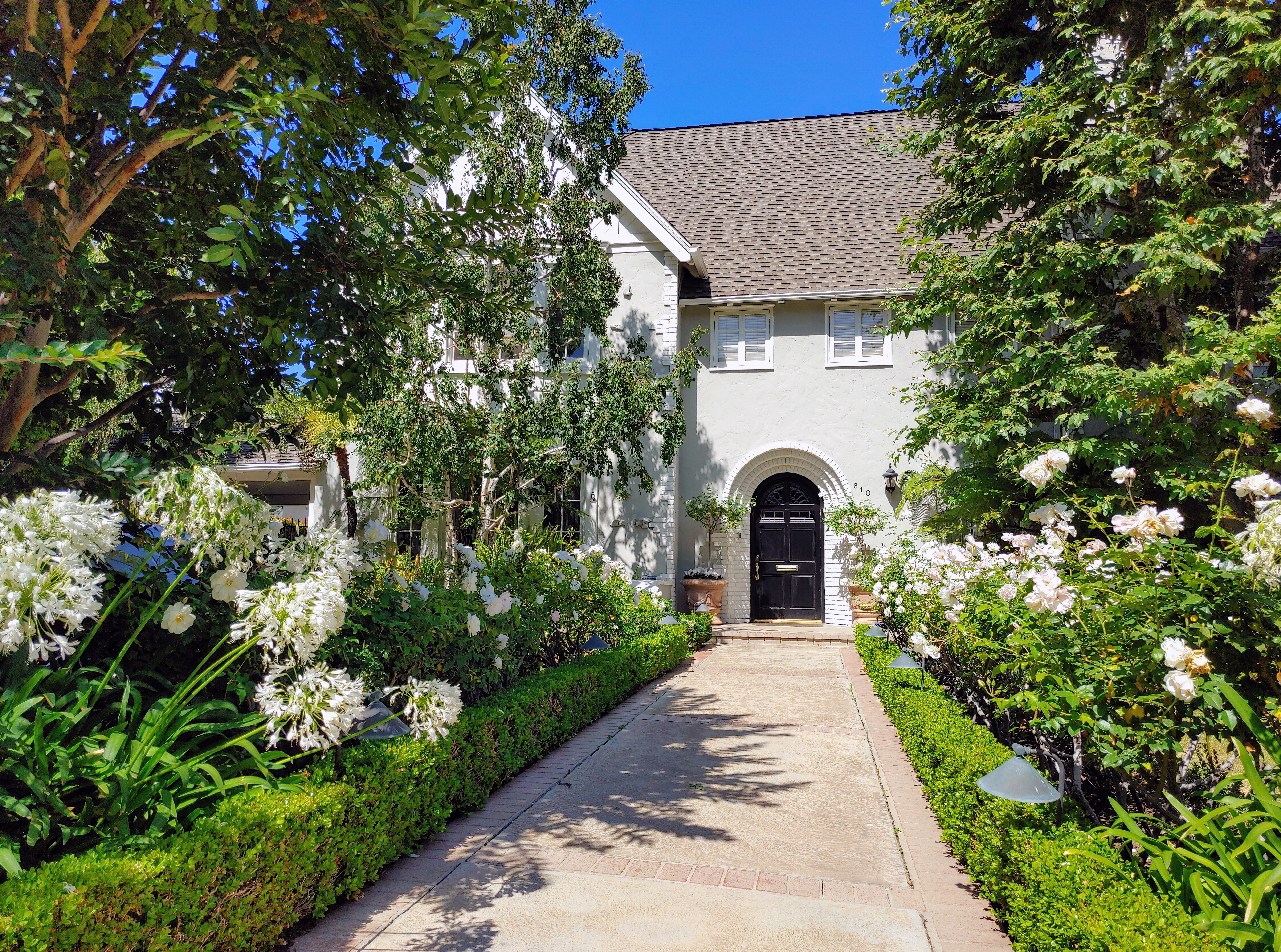
ビバリーヒルズに残るラフマニノフの旧宅

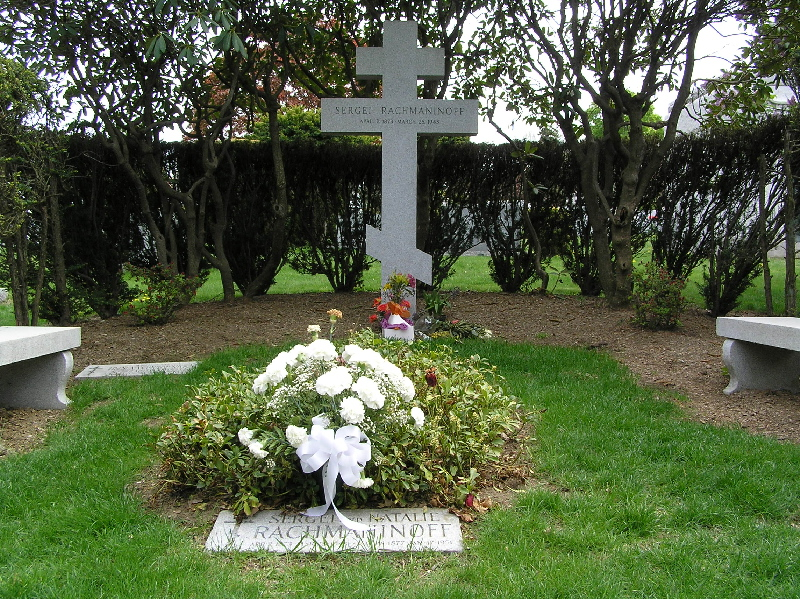
ケンシコ墓地のラフマニノフが眠る墓。八端十字架が建てられている

1942年初頭、腰痛、神経痛、高血圧、頭痛に悩まされていたラフマニノフは、医師から温暖な土地への転住を勧められた。2月にはフィラデルフィアでの最後のレコーディングが終了し、妻の勧めもあり5月にはカリフォルニア州ビバリーヒルズ、タワーロードのアパートメントに仮住まいし、6月にはホロヴィッツの自宅に近い同市内エルム・ドライブ610番地を購入し、移り住んだ。この家にイーゴリ・ストラヴィンスキーを招き、戦争で荒廃するロシアやフランスにいる互いの子供たちについて語り合っている。
1942年7月、ハリウッド・ボウルでの演奏会を終えたラフマニノフは主治医のアレクサンドル・ゴリツィンに来シーズンを最後に演奏活動から身を引き、作曲に専念する意思を示した。健康状態が悪化する中、10月12日に始まったツアーは、批評家たちからは好評を得た。1943年2月1日、ラフマニノフ夫妻はアメリカに帰化し、ニューヨークで行われた帰化を祝う式典に他の220人の帰化市民とともに出席した。その後のラフマニノフは咳と背中の痛みに悩まされ、医師からは温暖な土地での療養を勧められたが、ツアーの続行を選んだ。しかしフロリダへの移動中に倒れ、残りのツアーをキャンセルして列車でカリフォルニアへ戻り、救急車で病院へ運ばれ、3日間入院した。病名は悪性黒色腫で既に全身に転移していた。本人への告知はされなかった。ナターリアは夫を自宅へ連れ帰り、ニューヨークから長女イリーナを呼び寄せた。2月11日と12日のハンス・ランゲ指揮するシカゴ交響楽団と演奏した『ピアノ協奏曲第1番』『パガニーニの主題による狂詩曲』が最後のオーケストラとの共演となり、2月17日にノックスビルのテネシー大学で開かれたリサイタルがピアニストとして最後の公演となった。
1943年3月に入ると、ラフマニノフの健康は急速に悪化した。食欲がなくなり、常に腕と脇腹が痛み、息苦しさが増した。70歳の誕生日目前の3月26日に意識を失い、2日後の3月28日1時30分に69歳でビバリーヒルズの自宅で死去した。葬儀はロサンゼルスのシルバーレイク地区ミッチェルトリーナ通りにあったロシア正教の生神女教会で営まれた。ラフマニノフは遺言でスクリャービン、タネーエフ、チャイコフスキーが眠るモスクワのノヴォデヴィチ墓地に埋葬されることを望んでいたが、戦争中という状況と彼がアメリカ国籍を有していたことから実現できなかった。6月1日にニューヨーク州ヴァルハラのケンシコ墓地に埋葬された。

## 音楽

### 作曲家として

#### 作風
チャイコフスキーの薫陶を受け、モスクワ音楽院でタネーエフに学んだことから、モスクワ楽派（音楽院派、西欧楽派などとも呼ばれる）の流れを汲んでおり、西欧の音楽理論に立脚した堅固な書法を特徴とした。一方で、作曲を志した時期には五人組に代表される国民楽派とモスクワ楽派との対立が次第に緩和されつつあったため、親交のあったリムスキー＝コルサコフの影響や民族音楽の語法をも取り入れて、独自の作風を築いた。ロシアのロマン派音楽を代表する作曲家の1人に位置づけられる。
作品に特徴的に見られる重厚な和音は、幼いころからノヴゴロドやモスクワで耳にした聖堂の鐘の響きを模したものといわれる。半音階的な動きを交えた息の長い叙情的な旋律には、正教会聖歌やロシアの民謡などの影響が指摘される。グレゴリオ聖歌の『怒りの日』を好んで用いたことでも知られ、主要な作品の多くにこの旋律を聴くことができる。
すべての作品は伝統的な調性音楽の枠内で書かれており、ロマン派的な語法から大きく外れることはなかった。この姿勢はロシアを出国した以後の作品でも貫かれた。モスクワ音楽院の同窓で1歳年長のスクリャービンが革新的な作曲語法を追求し、後の調性崩壊に至る道筋に先鞭をつけたのとはこの点で対照的だった。
ラフマニノフ自身は1941年の『The Etude』誌のインタビューにおいて、自らの創作における姿勢について次のように述べていた。
私は作曲する際に、独創的であろうとか、ロマンティックであろうとか、民族的であろうとか、その他そういったことについて意識的な努力をしたことはありません。私はただ、自分の中で聴こえている音楽をできるだけ自然に紙の上に書きつけるだけです。…私が自らの創作において心がけているのは、作曲している時に自分の心の中にあるものを簡潔に、そして直截に語るということなのです。
自身が優れたピアニストだったこともあり、ピアノ曲については特に従来から高く評価されてきた。ロシア的旋律に共通する息の長い旋律を、減衰曲線しか描かないピアノの音で表現するという相反する要素を、夥しい数の音符を用いて書き切った作風はロマン派的な意味での「歌う楽器」としてのピアノ書法の完成者といえる。ただし作曲者は卓越した技巧と大きな手を持っていたため、一般の弾き手にとっては困難な運指や和音が多く存在する。『ピアノ協奏曲第2番』や『ピアノ協奏曲第3番』、『前奏曲』や『音の絵』などのピアノ独奏曲は今日のピアノ音楽における重要なレパートリーとなっている。
メロディには第2拍から始まるものが、ほかの作曲家と比べてかなり大きな割合を占めている（2分の2拍子の場合だと半拍遅れ）。

#### 評価
甘美でロマンティックな叙情を湛えた作品の数々は一般的な聴衆からは熱狂的に支持された一方、批評家や一部の演奏家からはその前衛に背を向けた作風を保守的で没個性的とみなされ、酷評されることが多かった。ロシアに在住していたころから、ヴャチェスラフ・カラトィギンやレオニード・サバネーエフといった批評家からの徹底した批難の対象だった。この傾向は没後も続き、『グローヴ音楽辞典』の1954年版では、「単調なテクスチュア」「つくりものめいた大げさな旋律」と一蹴され、「彼の存命中にいくつかの作品が享受した圧倒的な人気は長くは続かないだろうし、音楽家によって支持されたことはかつてなかった」と切り捨てられた。
ハロルド・C・ショーンバーグはこうした風潮を非道なまでのスノビズムだとして批判し、「作曲家に関して重要なのは、いかに個性を発揮したか、いかによく自己を表現したか、着想がどれほど強固か、であり、これらの点でラフマニノフは大半の作曲家よりも優れている」と主張した。デリック・クックが「演奏家や聴衆からの熱狂的な支持ゆえに、プッチーニとラフマニノフは否定的な評論の集中砲火にもかかわらず我々の音楽体験の中に生き続けている」と述べたように、『グローヴ音楽辞典』1954年版の予言は現実のものとならなかった。『ニュー・グローヴ音楽大辞典』の1980年版においては、彼の音楽の特性は「顕著な叙情性、表現の幅広さ、構成における独創性、オーケストラの豊かで特徴的な色彩のパレット」と記述された。近年はそれまで演奏される機会の多くなかった作品にも光が当たるようになってきており、熱烈な愛好家もその数を増している。
2014年5月20日、ロンドンのサザビーズにて、ラフマニノフ本人による直筆の楽譜が出品、120万ポンドで落札された。楽譜は、交響曲第2番で320ページに及ぶもの。

### 演奏家として

#### ピアノ演奏

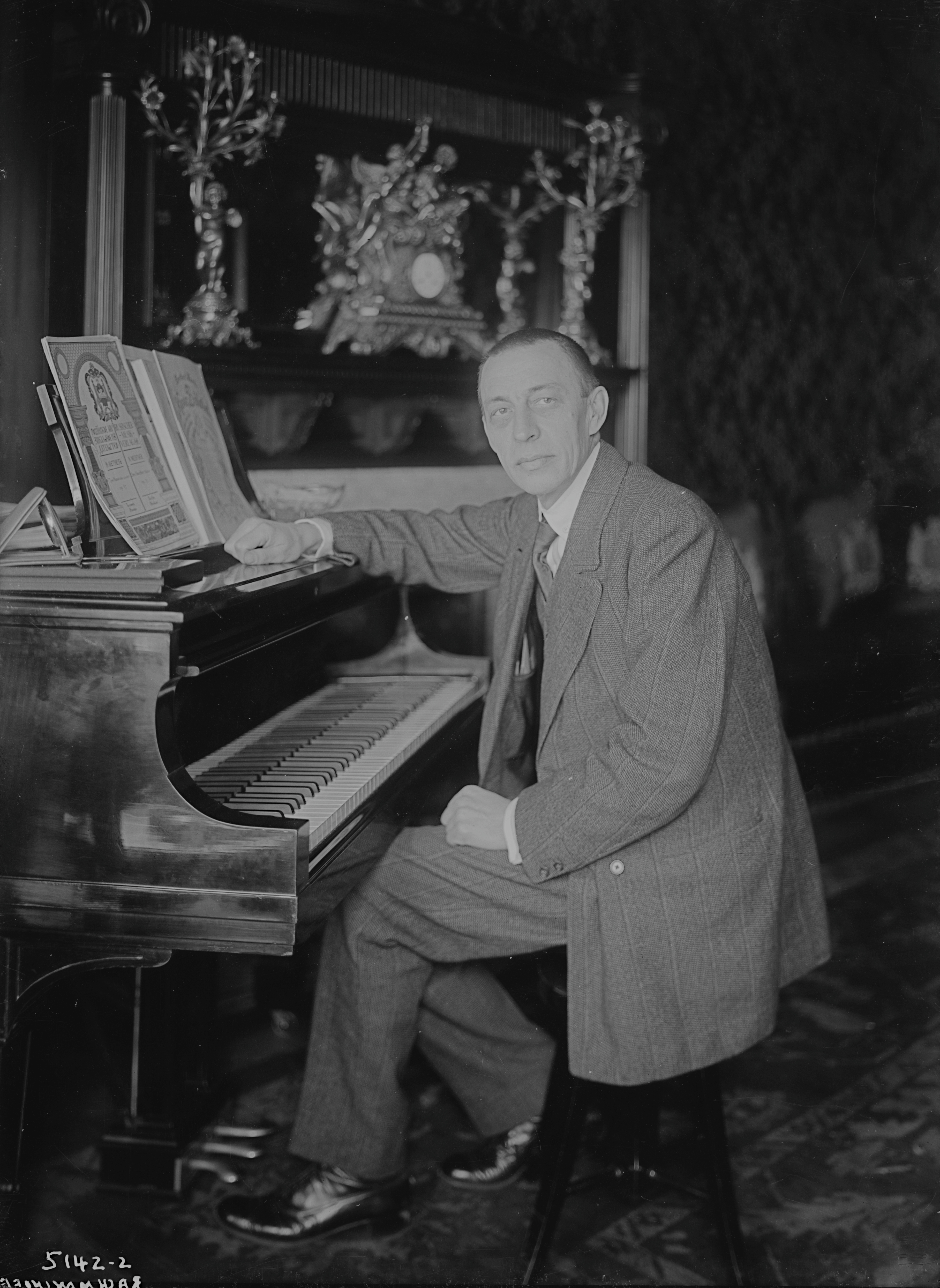
ラフマニノフとピアノ

ラフマニノフはピアノ演奏史上有数のヴィルトゥオーソであり、作曲とピアノ演奏の両面で大きな成功を収めた音楽家としてフランツ・リストと並び称される存在である。彼は身長2メートルに達する体躯と巨大な手の持ち主で、12度の音程を左手で押さえることができたと言われている（小指でドの音を押しながら、親指で1オクターヴ半上のソの音を鳴らすことができた）。また指の関節も異常なほど柔軟であり、右手の人指し指、中指、薬指でドミソを押さえ、小指で1オクターヴ上のドを押さえ、さらに余った親指をその下に潜らせてその上のミの音を鳴らせたという。恵まれたこの手はマルファン症候群によるものとする説もある。
ロンドンで彼のピアノ演奏にたびたび接した音楽評論家の野村光一は「彼のオクターヴは普通の人が6度を弾くときぐらいの格好」になったと証言している。野村はさらに続けて次のように述べている。
ラフマニノフの音はまことに重厚であって、あのようなごつい音を持っているピアニストを私はかつて聴いたことがありません。重たくて、光沢があって、力強くて、鐘がなるみたいに、燻銀がかったような音で、それが鳴り響くのです。まったく理想的に男性的な音でした。それにもかかわらず、音楽はロマンティックな情緒に富んでいましたから、彼が自作を弾いているところは、イタリアのベルカントな歌手が纏綿たるカンタービレの旋律を歌っているような情調になりました。そのうえにあの剛直な和音が加わるのだから、旋律感、和声感ともにこれほど充実したものはないのです。
ラフマニノフは楽譜を恣意的に取り扱う傾向という点においても19世紀以来のヴィルトゥオーソの伝統を受け継ぐピアニストであり、彼の楽曲解釈は当時から物議を醸すことがあった。アメリカの音楽評論家、ウィリアム・ジェイムズ・ヘンダーソンがラフマニノフによるショパンの『ピアノソナタ第2番《葬送》』の演奏について述べた次のような言葉からも、そうした機微を窺うことができる。
彼は作曲家であるばかりではなく、本物のピアニストである—コンポーザー・ピアニストではなく。この日の3つめの曲目はショパンの変ロ短調のソナタだった。この傑出した名人は、この曲を全く独自のやり方で演奏した。彼は全ての旧習を投げ捨て、作曲者の指示を翻案さえした。ここに示されたのはラフマニノフによる原作の翻訳だった。それも素晴らしい訳文だった…。
この変ロ短調ソナタの解釈は—葬送行進曲さえも違った弾き方だった—、権威ある論証に裏付けられ、聴き手に議論の余地を与えなかった。その論理はつけ入る隙がなく、計画は論破できないもので、宣言は威厳に満ちていた。われわれはラフマニノフと同じ時代に生き、彼の神々しいまでの天賦の才能がこの名作を再創造するのを聴くことができるという運命のめぐり合わせに、ただただ感謝するほかはない。それは天才が天才を理解した一日だった。このような場には滅多に立ち会うことができるものではない。そして忘れてならないのは、そこに偶像破壊者の関与はなかったということだ。ショパンはショパンのままだったのである。

#### 指揮
ピアニスト、作曲家としての業績の大きさゆえに今日一般に見過ごされがちだが、ラフマニノフは指揮者としても大きな足跡を残している。マモントフ・オペラやボリショイ劇場で、彼は優秀なオペラ指揮者として信頼を置かれていた。演奏会においても自作のみならずチャイコフスキーやボロディン、リムスキー＝コルサコフの作品などで、音楽評論家のユーリイ・エンゲルからアルトゥル・ニキシュやグスタフ・マーラー、エドゥアール・コロンヌにも比肩し得る「生まれながらの天才的指揮者」と評された。ロシアを出国後、1918年にアメリカに渡ったのも、結局受諾しなかったもののボストン交響楽団から演奏会の申し出を受けたのがひとつのきっかけだった。ロシア出国後にピアニストとしての活動に重点を置くようになってからも指揮活動を行っており、自作の交響曲第3番などの録音も残している。

#### 録音

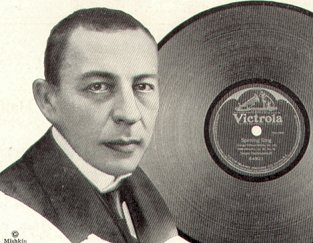
ビクター社の広告（1921年）

ラフマニノフが演奏活動を行ったのはすでに録音技術が実用化されていた時期のことで、現在でも録音によってその演奏に接することができる。決して数は多くないものの、その録音は資料的価値のみならず、演奏としても非常に貴重なものである。彼はまず1910年代にエジソンレコード社の「ダイヤモンド・ディスク」レコードと契約し、録音を行った。彼は自分が承認した演奏の録音だけが販売されることを望んだが、おそらく単純な不注意のためエジソンレコードは未承認の録音を販売してしまい、ラフマニノフの怒りを買った。これを機に彼はエジソンレコードを去り、以後はビクタートーキングマシン社（のちのRCAレコード）と契約を結び、多くのレコードを生み出した。
RCAからCDで発売された『ラフマニノフ全集』（10枚組、日本盤発売1992年、再発売1997年）は、エジソン社とRCAに残されたすべてのラフマニノフの演奏による音源を復刻したもので、4曲の協奏曲、交響曲第3番、交響詩『死の島』、多くのピアノ作品、歌曲を含む。フリッツ・クライスラーとの共演によるグリーグの『ヴァイオリンソナタ第3番』などの室内楽曲の録音、自作以外のピアノ作品の演奏も含まれている。これらのいくつかは、ナクソスその他のレーベルでも復刻されている。
これらアコースティック録音のほかに、ピアノロールにも演奏の記録が残されている。はじめは1本の穿孔された紙で正確な演奏を再現できることが信じられなかったラフマニノフだが、1919年にアンピコ社の最初の録音のマスターロールを聞いて、「みなさま、私はたった今、私自身が演奏するのを聞きました！」と述べたと伝えられる。アンピコのための録音は、1929年ごろまで続いた。
1931年12月、ベル電話研究所がフィラデルフィア管弦楽団と行った、フィラデルフィアでの演奏を電話線を通してニューヨークで録音するという実験に偶然居合わせたラフマニノフも参加し、リストの『バラード第2番』、ウェーバーの『ピアノ・ソナタ第1番』第4楽章を演奏した（これらの録音は現存していない）。

## 人物
生真面目で寡黙な性格だったとされる。彼の人格形成には、幼いころの一家の破産や両親の離婚、姉との死別などが影響したと指摘される。敬愛したチャイコフスキーの急逝も彼の性格に影を落とした。決定的だったのは交響曲第1番の初演の失敗で、友人に宛てた手紙には「ペテルブルクから帰るときに自分は別人になった」とまで書いている。特にロシアを出国してからは限られた人にしか心を開かなくなり、イーゴリ・ストラヴィンスキーからは「6フィート半のしかめ面」と評された。その一方でシャリアピンの持ち寄るアネクドートにはいつも腹を抱えて笑っていたとも伝えられる。

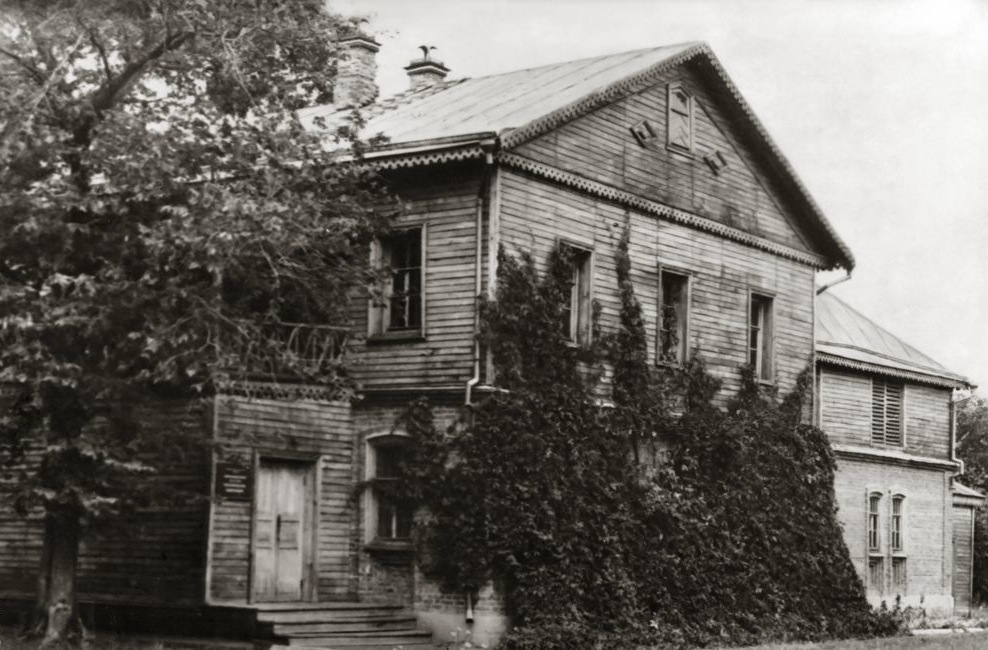
イヴァノフカの別荘

1902年に作曲した歌曲『ライラック』作品21の5は広く愛され、ラフマニノフのロマンスを象徴する存在となり、ライラックの花は彼の存在と深く結びつけられるようになった。彼の愛したイワノフカの別荘の庭にもライラックは咲き乱れていた。匿名の熱烈な崇拝者からコンサート会場など彼の行く先々に白いライラックの花が届けられるという謎めいた現象が生じたこともあった。
『聖金口イオアン聖体礼儀』（1910年）と『徹夜祷』（1915年）という正教会の奉神礼音楽の大作を作曲しているが、決して熱心な正教徒というわけではなかったとされる。その彼がこうした宗教音楽の大作を創作したことは同時代人には驚きをもって受け止められたという。ただし『聖金口イオアン聖体礼儀』や『交響的舞曲』の手稿には彼自身の手で「完成、神に光栄」と書きつけられている。
自作品の解釈に対しては頑固な一面があり、ピッツバーグ交響楽団と共演した際に指揮者のフリッツ・ライナーから『ピアノ協奏曲第2番』の第1楽章をほんの少し早く演奏してくれるよう望まれても頑として受け入れなかった。『ピアノ協奏曲第3番』でベルリン・フィルと共演した際には指揮者のヴィルヘルム・フルトヴェングラーを無視して演奏指導まで行ったため、怒ったフルトヴェングラーにロシア語で面罵されたことがある。
インタビュー記事内では演奏の上達法に関する発言を残しているが、若い頃に生活ため学校や個人向けのレッスンで「才能の無い生徒」相手に時間を浪費したと考えていたことから、ピアノ演奏を教えることを非常に嫌っていた。しかし、自身が才能を認めた若い演奏家には親身で時にユーモアを交えた指導を行っており、ジーナ・バッカウアーやルース・スレンチェンスカなどが彼の指導を受けている。また演奏の上達や曲への理解を深めるためには「ひたすら練習すること」という言葉を残しており、「神童」という存在を嫌っていた。
当時のラジオの音質が良くなかったことと、「聴衆もいない狭い部屋の中では上手く演奏できない」との理由からラジオ放送を嫌っていた。また「音楽を聴くときはある程度の緊張感が必要で、快適な室内で気楽に音楽を聴けるラジオでは音楽の本質は理解できない」と発言している
気前のよさでも知られ、ロシア出国後にピアニストとして成功し、高額の収入を得るようになると、革命後の混乱の中で困窮する芸術家や団体を金銭的に支援することを惜しまなかった。彼の援助を受けた団体には、マリインスキー劇場の合唱団や、ロシアに在住していたころから縁のあったモスクワ芸術座などが含まれる。またソビエト連邦がナチスの侵攻を受けて窮地に立たされた際には、ソ連政府を支援するためのチャリティー・コンサートを開催した。
貴族の出身で革命後は国外での生活を選択したラフマニノフだが、革命前の1905年には「自由芸術家宣言」に署名して帝政ロシア当局から目をつけられたという一面もある。この年はボリショイ劇場で不穏な動きがあり、指揮者を務めていたラフマニノフも危険人物の1人とみなされた。渡米直後に受けたインタビューの中でも「歴代のロシア皇帝はロシアの音楽の発展に何ら寄与しなかった」と発言している。ロシアを出国したあとは、亡命ロシア人たちのグループによる政治的な活動からは距離を置いていた。晩年にはヨシフ・スターリンが帰国を迎え入れようとする計画もあったと言われる。
一時期、レフコという名の愛犬を飼っていた。

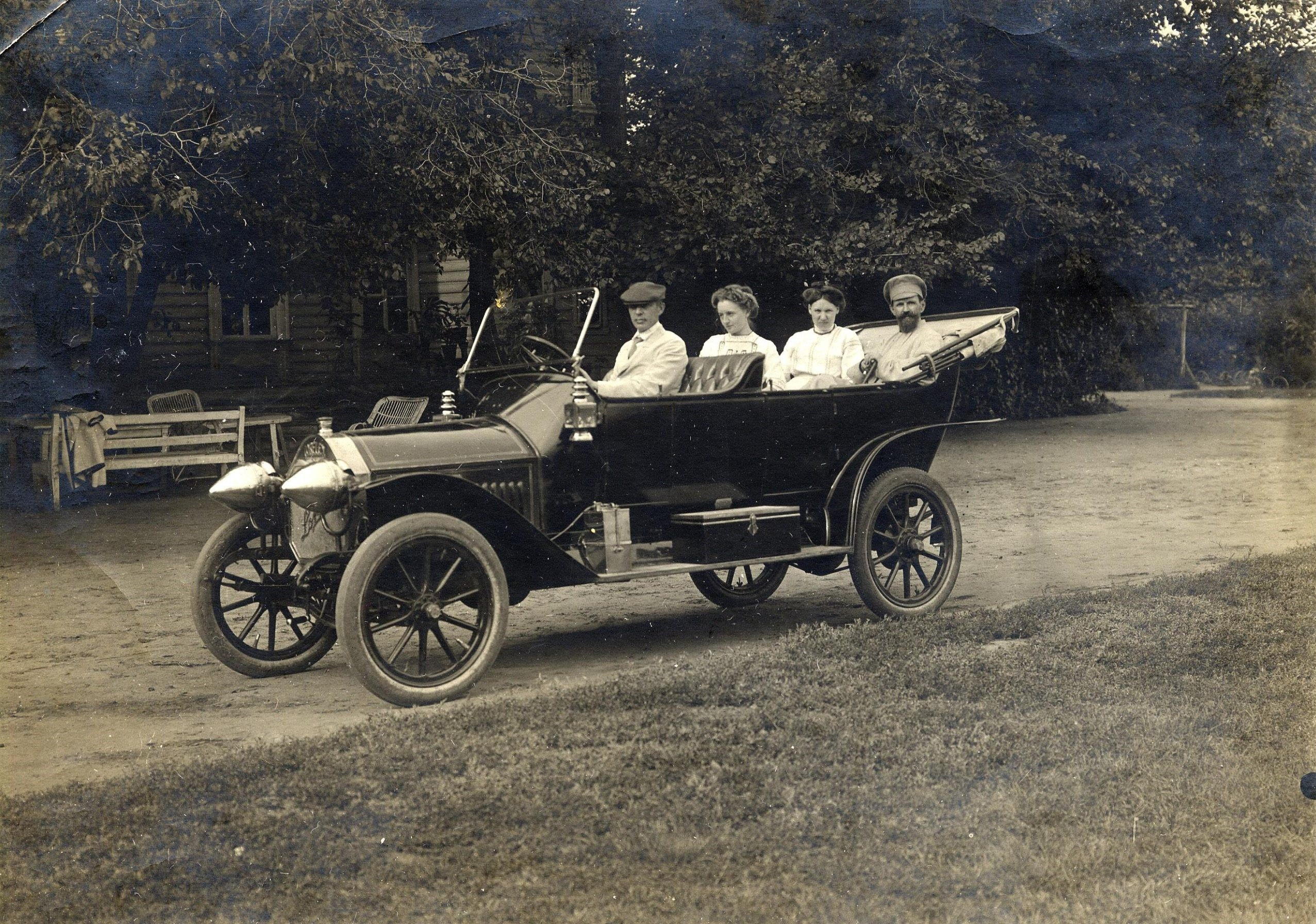
自動車に乗るラフマニノフ（左端、1912年イヴァノフカ）

最先端の機械に興味があり、開発者を助けるためにヘリコプターで有名なシコルスキー社に5,000ドル（今日の約10万ドル）の投資をした。また自動車が好きで、1912年には妻のために初期のガソリンエンジン車（Leigh Company製）を購入した。本人も運転がうまく高速で走ることを好んでいた。当時のロシアにはほとんど車はなかったが、メルセデスやブガッティなど、速度の出るスポーツ車を購入して自ら高速ドライブを楽しんだ。アメリカ移住後は運転免許を取得できなかったため、ロシア人の運転手を雇っていた。

## 交友関係

### 作曲家
チャイコフスキーを熱烈に崇拝していたことはよく知られる。チャイコフスキーから『アレコ』や幻想曲『岩』作品7を称賛されたことを生涯誇りとした。2台のピアノのための組曲第1番『幻想的絵画』作品5はチャイコフスキーに献呈された。1893年にチャイコフスキーが急逝すると、追悼のために悲しみの三重奏曲第2番を作曲した。これはかつてチャイコフスキーがニコライ・ルビンシテインを偲んでピアノ三重奏曲を作曲したのに倣ったものである。
『交響曲第1番』の初演を指揮したアレクサンドル・グラズノフとはその後も交流が続いた。初演の翌年の1898年にはグラズノフの『交響曲第6番』を四手のピアノのために編曲している。グラズノフは後年、ラフマニノフ他を交えた対談の中で『交響曲第1番』について「失敗作」という見方を否定し、「（初演が原因で）永遠に聴衆から遠ざけてしまったことは残念だ」と発言している。
モスクワ音楽院で同窓だったスクリャービンとは作風が対照的で、ラフマニノフには彼がせっかくの才能を浪費しているようにしか考えられなかったといわれるが、それでも音楽家として互いに信頼し尊敬し合う仲だった。1915年にスクリャービンが亡くなるとラフマニノフは追悼演奏会を開催した。彼はスクリャービンの前衛的な作品をもプログラムに含めることを厭わなかったが、この2人はピアニストとしての奏法も対照的で、楽曲解釈をめぐってはスクリャービンの支持者から反発を受けた。
ラフマニノフが残したスクリャービン作品の録音は『前奏曲 嬰ヘ短調』作品11-8のみである。ただし、最晩年の『ピアノ協奏曲第4番』ではスクリャービンの影響が指摘されている。
スクリャービンと同じく当時のロシアを代表するピアニスト、作曲家だったメトネルとも親しい間柄だった。ラフマニノフはピアノ協奏曲第4番をメトネルに、メトネルも自身のピアノ協奏曲第2番をラフマニノフに、それぞれ献呈した。メトネルはラフマニノフの『ピアノ協奏曲第2番』の第1楽章第1主題を聴くと「ゆるやかな鐘の音とともに、ロシアがそのおおきな体いっぱいに立ち上がるような気が」すると述べた。ラフマニノフはメトネルのおとぎ話ホ短調作品14の2「騎士の行進」を「奇跡」と評した。
アメリカ移住後には前衛音楽の作家との接触もあり、カリフォルニアで過ごした最初の休暇中にヘンリー・カウエルの訪問を受け、彼の作品『つかの間の』の楽譜を見せられたが、その内容を理解できなかったらしく、黙って42ヵ所の「修正点」に赤い印を付けて返したという。

### 演奏家

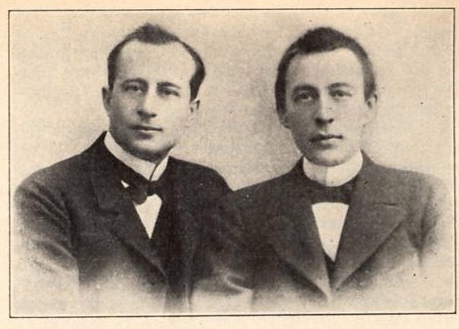
ジロティ（左）とラフマニノフ

従兄のジロティはモスクワ音楽院入学のきっかけを作ったのみならず、その後も生涯を通じてラフマニノフと深く関わり続けた。ナターリヤとの結婚式ではジロティが花婿の介添人を務めた。ピアノ協奏曲第1番と『10の前奏曲』作品23はジロティに献呈され、ピアノ協奏曲第2番の初演はラフマニノフのピアノとジロティの指揮により行われた。
モスクワ音楽院時代からの演奏家の友人にはユーリ・コニュスやアナトーリー・ブランドゥコーフ、パーヴェル・パプスト、アレクサンドル・ゴリデンヴェイゼルなどがいる。ラフマニノフはそれぞれと演奏家として共演したり、作品を献呈したりしている。のちにラフマニノフの次女はコニュスの息子と結婚した。

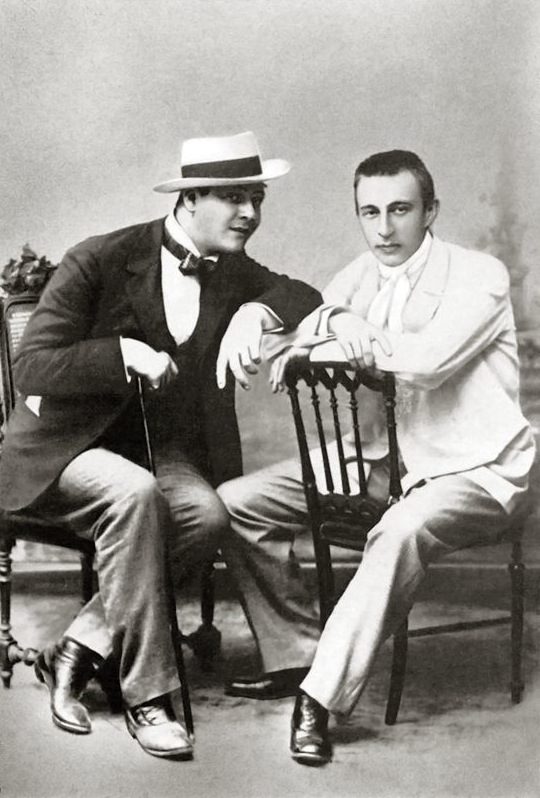
シャリアピン（左）とラフマニノフ

シャリアピンとはマモントフ・オペラで出会って以来、終生の友情を結んだ。カンタータ『春』のバリトン独唱パートやオペラ『けちな騎士』、『フランチェスカ・ダ・リミニ』の主役はシャリアピンを想定して作曲されたものである。
アルトゥール・ニキシュはラフマニノフに『交響曲第2番』を自分とゲヴァントハウス管弦楽団へ献呈してくれるよう願っていたが、ラフマニノフがモスクワ音楽院で恩師だったタネーエフに曲を献呈したため一時期仲違いしている。
ロシアを出国後に親交を結ぶようになったピアニストとしてベンノ・モイセイヴィチがいる。1919年のモイセイヴィチのアメリカ・デビュー・コンサートにラフマニノフが聴衆の1人として立ち会ったことから両者の交流が始まった。ラフマニノフはモイセイヴィチによるピアノ協奏曲第2番などの演奏を自分よりも優れていると称賛した。
アメリカでラフマニノフと親交を結んだもう1人のピアニストがウラディミール・ホロヴィッツである。ホロヴィッツは1928年のアメリカ・デビュー・コンサートの4日前にラフマニノフと初対面を果たし、ピアノ協奏曲第3番を2台のピアノのための版で演奏した（ホロヴィッツがソロを弾き、ラフマニノフが伴奏パートを受け持った）。のちにラフマニノフはこの曲の演奏をホロヴィッツなどより若い世代のピアニストに委ね、自分では演奏を避けるようになったという。
1924年2月12日にニューヨークで開かれたポール・ホワイトマン楽団の演奏会（『ラプソディ・イン・ブルー』の初演）に招かれて初めてジャズに触れ、同年暮れに書かれた手紙の中でジャズを「本物のアメリカ音楽」と称賛している。

### その他の芸術家
ラフマニノフがチャイコフスキーと並んで崇拝した芸術家がアントン・チェーホフだった。
ラフマニノフは1893年にチェーホフの短篇小説『旅中』に着想を得た幻想曲『岩』（作品7）を作曲した。1900年にはシャリャーピンとの演奏旅行で訪れたヤルタでチェーホフと出会い、直接の親交を結んだ。初対面の際にチェーホフがかけた「あなたは大物になります」という言葉を、彼は生涯の宝物とした。チェーホフの没後の1906年には戯曲『ワーニャ伯父さん』のセリフを元に歌曲『わたしたち一息つけるわ』（作品26-3）を作曲した。
マリエッタ・シャギニャンとは、彼女が “Re” というペンネームでラフマニノフに手紙を送ったことから交際が始まった。彼女はその後もしばらくは匿名で手紙を交わしたが、のちに彼女の正体はラフマニノフの知るところとなり、両者は直接会うようにもなった。ラフマニノフの自宅でメトネル夫妻を交えて会食したこともあった。1912年には彼女の選んだ詩を元に歌曲集（作品34）を作曲し、第1曲『ミューズ』をシャギニャンに献呈した。ラフマニノフの死後、シャギニャンはラフマニノフとの間で1912年2月～1917年7月まで交わした15通の手紙をまとめて出版した。
文学者としてはこのほかにマクシム・ゴーリキーやアレクサンドル・ブローク、イヴァン・ブーニンと親交があった。ゴーリキーはラフマニノフの作品を聴いて、「彼は静寂を聴くことができるんですな」と感嘆したと伝えられる。
コンスタンチン・スタニスラフスキーをはじめとするモスクワ芸術座のメンバーとも交流があった。1908年に開催されたモスクワ芸術座の10周年記念行事では、当時ドレスデンに滞在中で参加できなかったラフマニノフがスタニスラフスキーに宛てた手紙形式の祝辞を歌曲に仕立て上げ、それをシャリアピンが歌うという一幕があった。
女優のヴェラ・コミサルジェフスカヤとも親しかった。1910年に彼女が天然痘のために急逝すると、ラフマニノフは追悼のために歌曲『そんなことはない』（作品34-7）を作曲した。

## ギャラリー

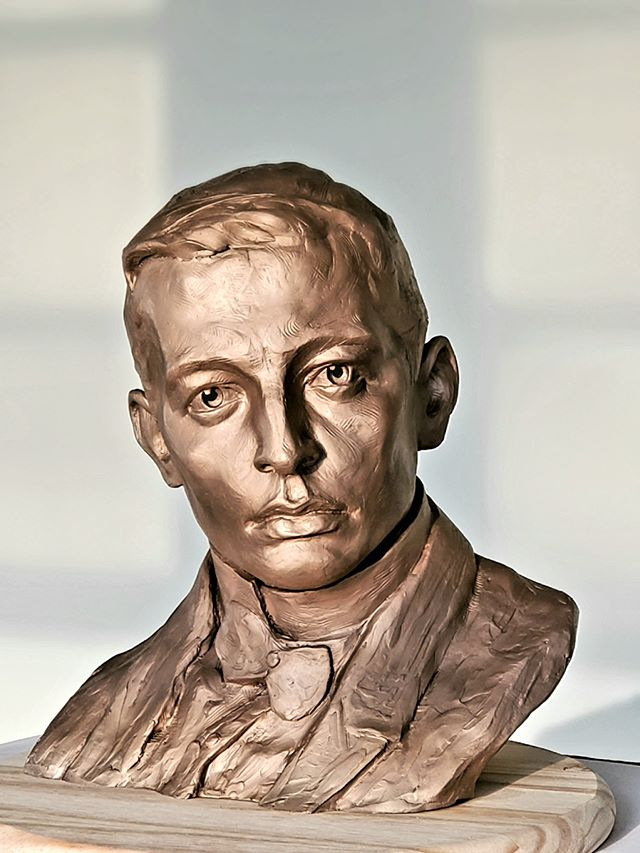
ラフマニノフの胸像
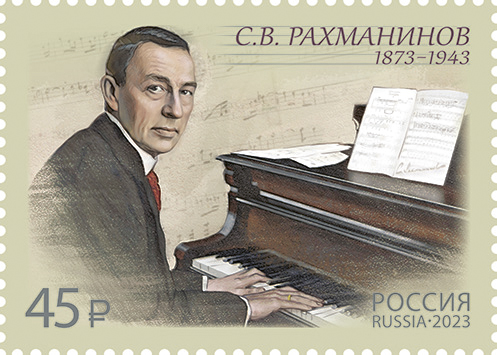
記念切手（2023年発行）
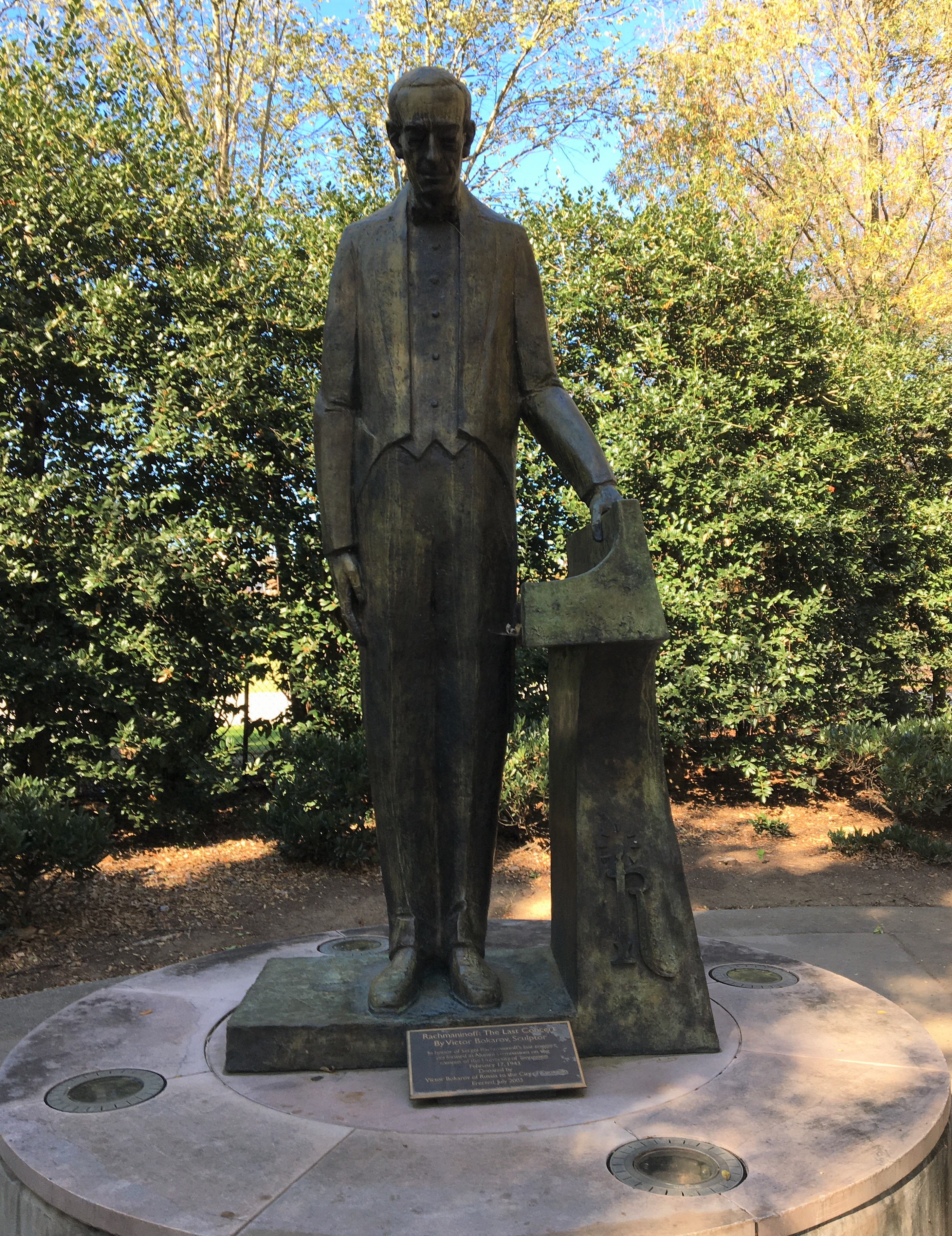
ラフマニノフの銅像
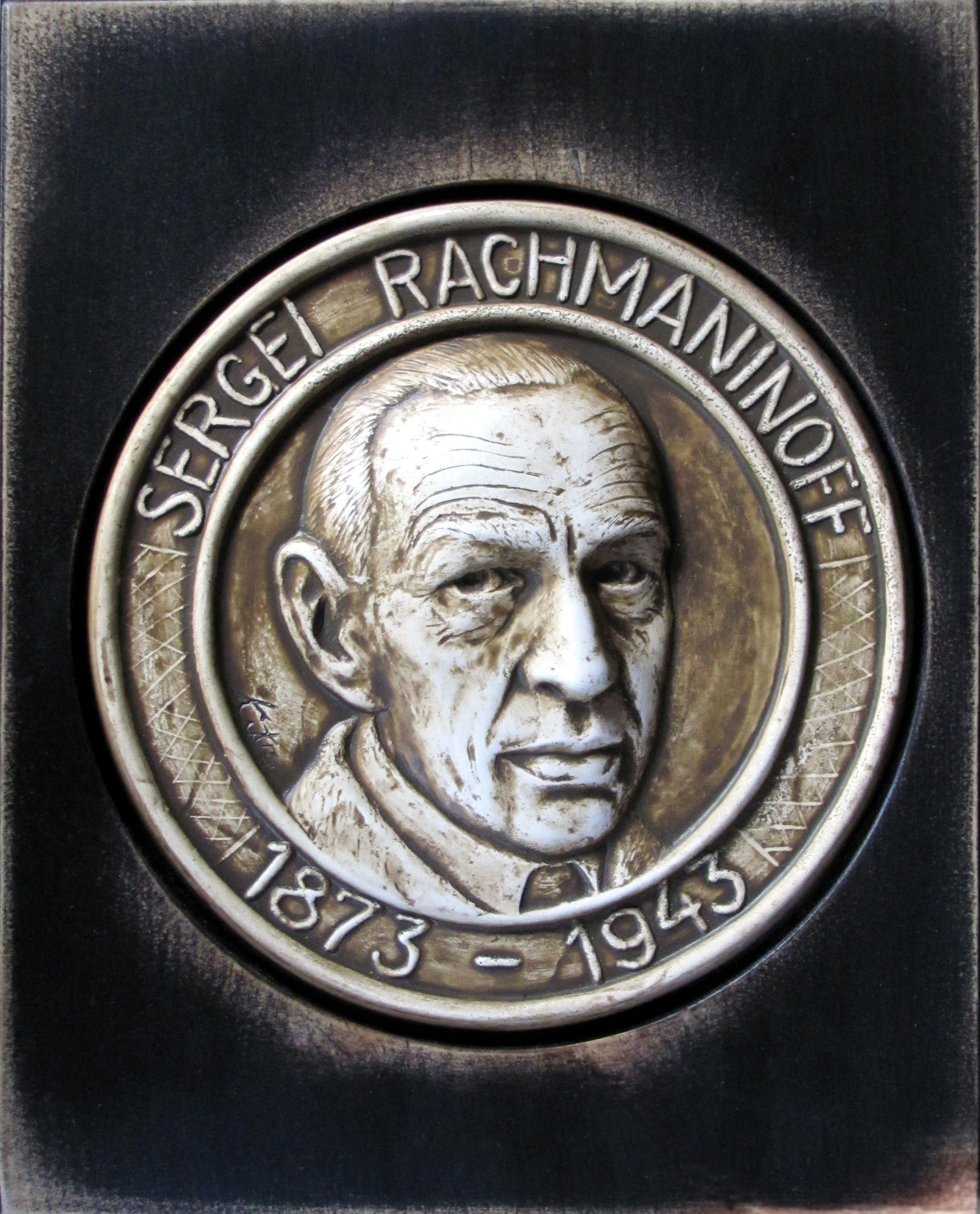
記念メダル
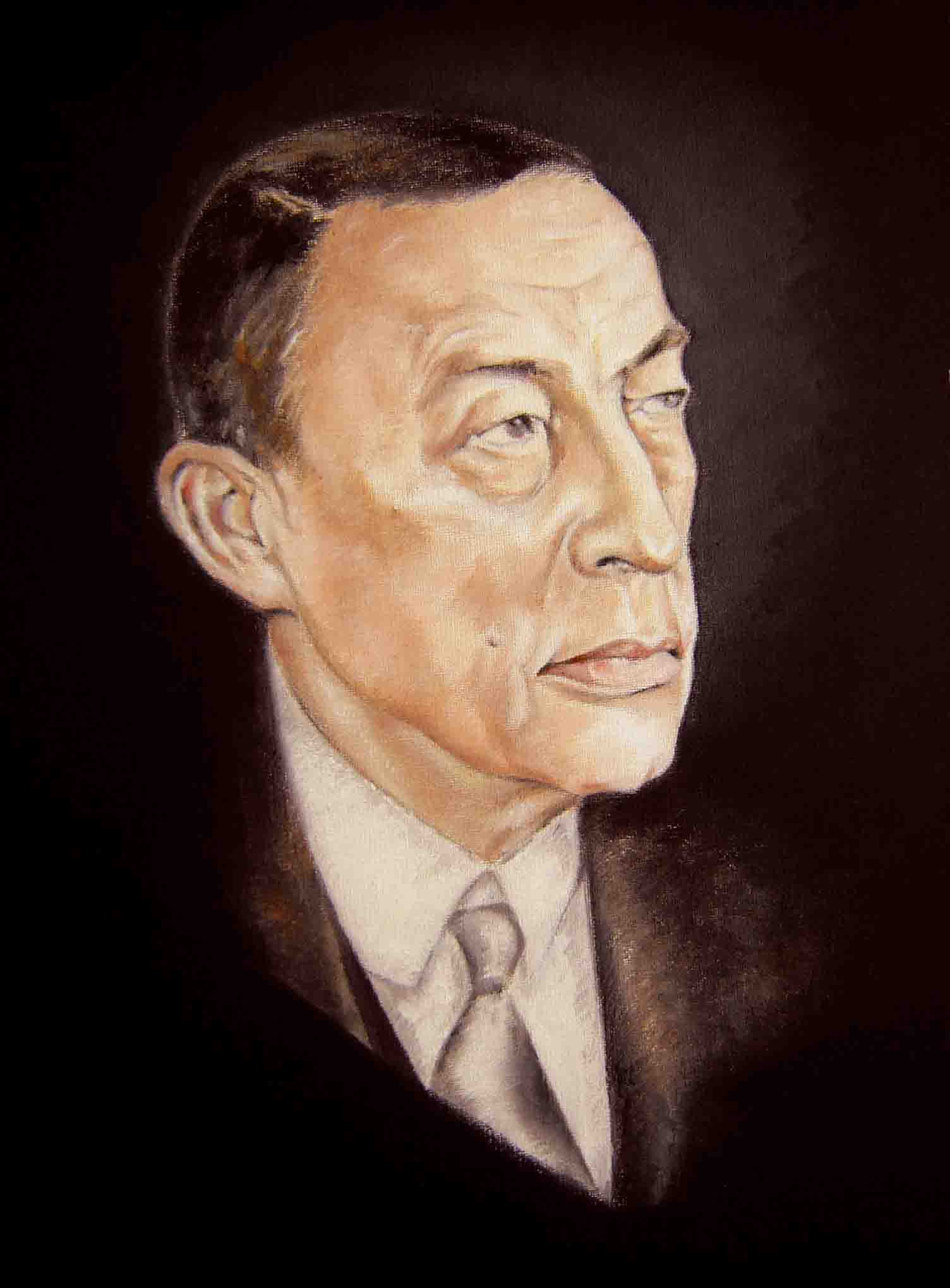
ドナルド・シェリダンによる肖像
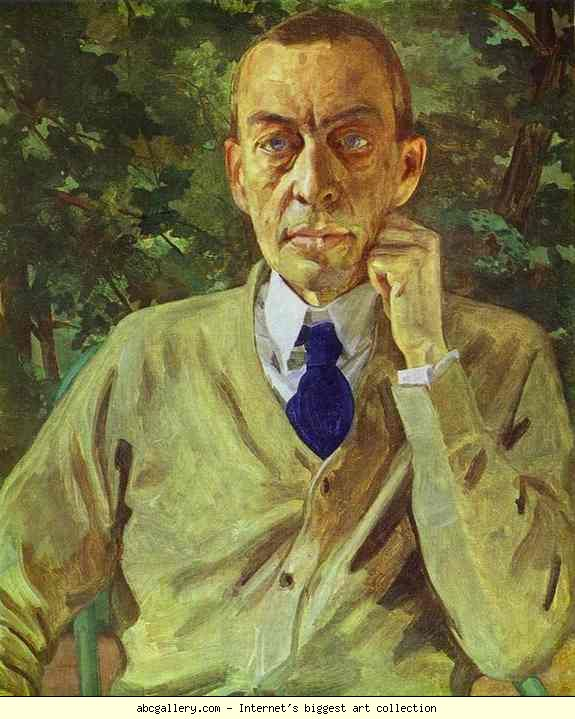
コンスタンチン・ソモフによる肖像（1925年）

## 作品

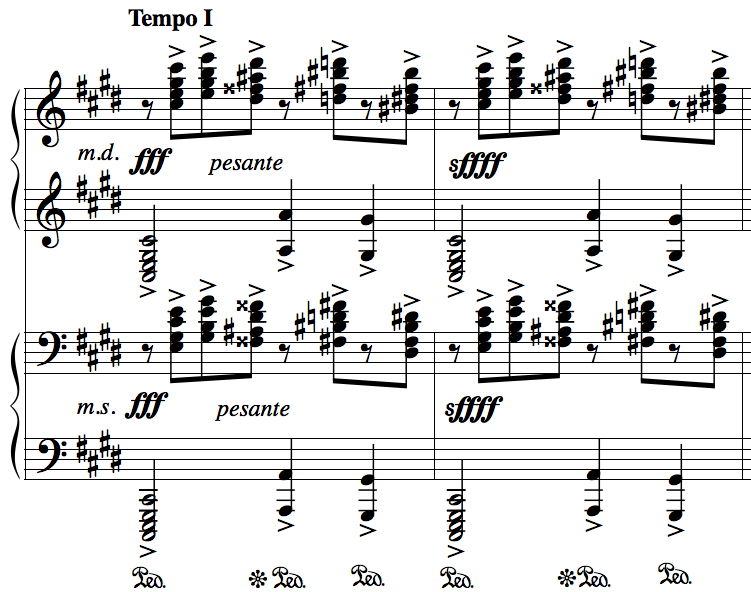
前奏曲嬰ハ短調作品3の2、再現部

作品番号で45の作品が残されているが、そのうちの作品39までがロシア革命（1917年）前に書かれている。完成された作品として3曲の交響曲、4曲のピアノ協奏曲、2曲のピアノソナタを含む多数のピアノ曲、管弦楽曲、合唱曲、歌曲、オペラがある。すべての作品はイギリスの楽譜出版社、ブージー・アンド・ホークスが版権を持っている。ラフマニノフの完全な全集を作る試みがロシア本国で始まったが、中断中である。
調性としては短調が非常に多く、特にニ短調を好んで用いた。また、前述のとおり「怒りの日」がしばしば使われている。

### 管弦楽作品
- 交響曲 ニ短調 （1891年）
単一楽章。第1楽章だけで、あとは未完。「ユース・シンフォニー」と通称される。
- 交響曲第1番 ニ短調 作品13（1895年）
- 交響曲第2番 ホ短調 作品27（1906年 - 1907年）
第3楽章の甘美なメロディーは広く知られる。
- 交響曲第3番 イ短調 作品44（1936年）
遠くロシアを離れながら、祖国を思う感情が濃厚である。自作自演による録音も存在する。
- 幻想曲『岩』作品7（1893年）
- ジプシーの主題による綺想曲作品12（1894年）
- 交響詩『死の島』作品29（1909年）
アルノルト・ベックリンの絵画「死の島」のモノクロの複製画に着想を得て作曲した作品。何度も改訂されている。
- 交響的舞曲 作品45（1941年）

### ピアノと管弦楽のための作品
- ピアノ協奏曲第1番 嬰ヘ短調 作品1（1890年 - 1891年、初稿と改訂稿がある。）
- ピアノ協奏曲第2番 ハ短調 作品18（1900年 - 1901年）
その美しさでラフマニノフを代表する作品であり、クラシック音楽のなかでももっともポピュラーな作品のひとつ。映画『逢びき』『旅愁』『七年目の浮気』などで使用されたことでも知られる。
- ピアノ協奏曲第3番 ニ短調 作品30（1909年）
第2番に知名度では劣るものの、高度な演奏技術を要求されるピアノ協奏曲。技術的・音楽的要求においてピアノ協奏曲の中で最難関のひとつとも言われている。
- ピアノ協奏曲第4番 ト短調 作品40（1927年、初稿と改訂稿がある。）
- パガニーニの主題による狂詩曲 イ短調 作品43（1934年）
変奏曲の形態を取った狂詩曲。第18変奏は反行形で作曲され、ラフマニノフならではの叙情性に溢れており特に有名。

### 室内楽曲
- 悲しみの三重奏曲第1番（ピアノ三重奏曲）ト短調（1892年）
- 悲しみの三重奏曲第2番（ピアノ三重奏曲）ニ短調 作品9（1893年）
- チェロソナタ ト短調 作品19（1901年）

### ピアノ曲
ラフマニノフのピアノ独奏作品の演奏は極めて難しく、2020年の現在をもってしても全ピアノ作品の録音に成功したピアニストは、マイケル・ポンティ、ルース・ラレード、ウラディミール・アシュケナージ、ハワード・シェリー、イディル・ビレット、セルジオ・フィオレンティーノ、アルトゥール・ピサロの7人しかいない。
- ピアノソナタ第1番 ニ短調 作品28（1907年、初稿と改訂稿があるものの、出版されているのは改訂稿のみ。）
- ピアノソナタ第2番 変ロ短調 作品36（1913年、初稿と改訂稿があり、どちらも出版されている。）
- 楽興の時 作品16（1896年）
- 前奏曲 嬰ハ短調 作品3-2（1892年）
1893年に出版されたピアノ曲集『幻想的ピアノ小曲集』（作品3）の第2曲。初演以来熱狂的な人気を獲得し、ラフマニノフの代名詞的な存在となった作品。
- 前奏曲集 作品23（1901年 - 1903年）、作品32（1910年）
  - 前奏曲 ト短調 作品23-5（1901年）
- 練習曲集『音の絵』作品33（1911年）、作品39（1916年 - 1917年）
オットリーノ・レスピーギが5曲を抜粋して管弦楽に編曲している。
- 組曲第1番『幻想的絵画』作品5（1893年）
- 組曲第2番 作品17（1901年）
組曲第1番・第2番はともに2台のピアノのための作品。
- ショパンの主題による変奏曲 ハ短調 作品22（1902年 - 1903年）
ショパンの『前奏曲 ハ短調』（作品28-20）のコラール風の主題による変奏曲。
- コレルリの主題による変奏曲 ニ短調 作品42（1931年）

### 声楽曲
- ヴォカリーズ 作品34-14（1915年）
ヴォカリーズとは、歌詞がなく、母音のみで歌われる歌曲のこと。さまざまな編成に編曲され親しまれている。
- 合唱交響曲『鐘』作品35（1913年）
3人の独唱者・合唱・管弦楽のための作品。エドガー・アラン・ポーの詩のコンスタンチン・バリモントによるロシア語訳に基づく。
- 聖金口イオアン聖体礼儀 作品31（1910年）
- 徹夜禱 作品37（1914年 - 1915年）
以上2曲は正教会のための奉神礼音楽。

### オペラ
- 『アレコ』（1892年）
- 『吝嗇の騎士（英語版）』作品24（1903年）
- 『フランチェスカ・ダ・リミニ（英語版）  』作品25（1904年）

## ラフマニノフを扱った作品
- 『ラフマニノフ ある愛の調べ』 （原題：Lilacs、2007年） パーヴェル・ルンギン監督

エフゲニー・ツィガノフ主演の映画。ただし、本編最後にロシア語で「まったくの創作で事実とは無関係」と書いてある通り、評伝データとしての価値はない。

## その他
小惑星(4345) Rachmaninoffはラフマニノフの名前にちなんで命名された。